# Малага (футбольный клуб)
«Ма́лага» (исп. Málaga Club de Fútbol) — испанский футбольный клуб из одноимённого андалусского города, выступающий в Сегунде. Образован весной 1904 года. За свою более чем столетнюю историю имел множество других имён: «Малагеньо», «Реал Малага» (имел королевский статус), «Малага Спорт», «Депортиво Маласитано», «Депортиво Малага». Своё нынешнее название «Малага» получила 29 июня 1994 года, когда была воссоздана на базе «Атлетико Малагеньо», дочерней команды своего предшественника — «Депортиво Малаги». Лучшими периодами в новейшей истории клуба можно назвать сезон 2002/03, в котором «Малага» выиграла Кубок Интертото и впервые приняла участие в Кубке УЕФА, достигнув четвертьфинала турнира, а также сезоны 2011/12 и 2012/13, в которых клуб получил право участвовать в квалификации Лиги Чемпионов и сумел дойти до четвертьфинала турнира, став настоящим открытием тех лет в европейском футболе.
Клуб принадлежит катарскому шейху Абдулле бен Насеру Аль-Тани. Домашние матчи проводит на стадионе «Ла-Росаледа», вмещающем 30 044 зрителя.

## История

### Истоки (1904—1941)
История «Малаги» начинается в начале XX века благодаря британским матросам привёзшим дух футбола в порт испанской Малаги. В то время «Малага» была скорее обществом, призванным популяризировать новый для города вид спорта, чем клубом.

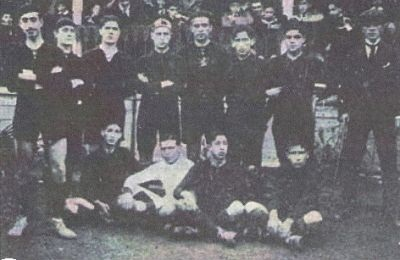
Игроки «Малагеньо» в 1914 году.

Отправной точкой в истории «Малаги» можно считать 3 апреля 1904 года, когда на глазах 3000 зрителей команда провела свой первый известный матч. Известными игроками того времени были: Антонио Лопес, имевший британское прозвище «Мистер Лопес», Феликс Перес Монтальт, Эрнесто Ритваген, Энрике Гарсия ди Толедо, Эмилио Андерсен Менасрд, игрок, а позже и покровитель клуба, заслуги которого, позже были отмечены тем, что он был удостоен звания почётного президента «Депортиво Маласитано», и «Депортиво Малаги», которым он со временем стал. Изначально соперниками «Малаги» были команды сформированные экипажами британских кораблей, матч с одним из которых, с командой английского трансатлантического судна «Ксарифа» стал первым международным футбольным матчем в истории Малаги. В 1909 году «Малага» сыграла своей первый матч на выезде в Гранаде, а вскоре, приняла участие в одном из первых андалусских футбольных турниров в Севилье. Ближе к 1915 году у «Малаги» начинается соперничество с образованным в 1912 году другим городским клубом — «Малагеньо».

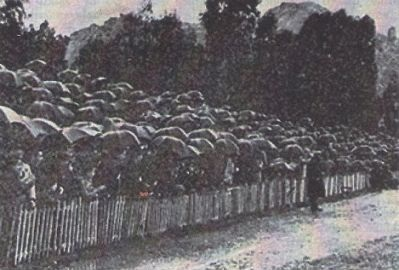
Дождливый день на «Бальнеарио дель Кармен» в 1922 году.

В официальных соревнованиях, «Малага» начала участвовать только в 1921 году, по мере создания спортивных структур в провинции.
В августе 1922 года «Малага» переехала на стадион «Бальнеарио дель Кармен», а в сезоне 1924/25 вышла в элиту андалусского футбола. В 1927 году с подачи президента клуба Ларрасага «Малага» получает королевский статус от короля Испании Альфонсо XIII, и сменила название на «Реал Малага». Вскоре клуб начинал испытывать экономические и финансовые трудности, команду покидают лидеры, а в 1929 году клуб меняет имя на «Малага Спорт». В то же время, другой клуб города, «Малагеньо», одерживает 2 важные победы над «Эспаньолом», несмотря на наличие у последних, Рикардо Саморы, в будущем тренера «Депортиво Малаги» во время их первого сезона в Примере. В 1931 году «Малагеньо» неожиданно победилат «Аренас», одну из сильнейших на то время испанских команд.

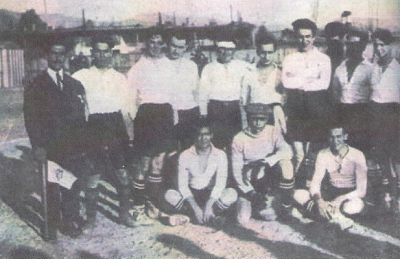
Футболисты «Малаги» в 1922 году.

22 марта 1933 года «Малага Спорт» и «Малагеньо» объявили о своём слиянии в один клуб — «Депортиво Маласитано». Свой первый дебютный матч, как уже новая команда, «Депортиво Маласитано» провёл против «Алавеса», победив со счётом 5:1. 18 ноября 1934 года «Депортиво Маласитано» вышла в Сегунду. Тем же годом, городские власти дали «Депортиво Маласитано» земельный участок для строительства нового стадиона, так как «Бальнеарио дель Кармен» становится слишком мал для команды и её болельщиков. В мае 1940 года клуб обзавёлся первым трофеем, Кубком президента федерации футбола Испании.

### «Депортиво Малага» (1941—1992)
В 1941 году клуб прощается с «Бальнеарио дель Кармен» и перешёл на новый стадион, «Ла Росаледу». Вице-президент клуба Хосе Сориано Альба принял решение переименовать команду в «Депортиво Малагу». В 1948 году клуб купил права на «Депортиво Сан Томас» и сформировал на его базе свой дубль «Атлетико Малагеньо».

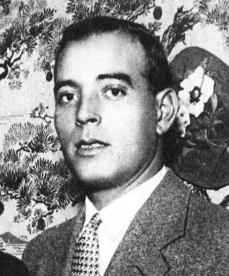
Рикардо Самора возглавил команду в её первом сезоне в Примере

В сезоне 1949/50 «Депортиво Малага» впервые в своей истории вышла в Примеру, где под началом Рикардо Саморы отыграла 2 сезона, после чего вернулась в Сегунду. Одним из самых примечательных игроков тех годов был Педро Базан, отличившийся сразу 9 голами в матче против «Эркулеса». В сезоне 1952/53 клуб возглавил Элленио Эррера. Несмотря на старания Эрреры клуб не смог удержаться в Примере.
В следующие годы «Депортиво Малаге» были мало успешны, неудачно попытавшись закрепиться в Примере, вскоре клуб снова вылетел в Сегунду. В течение сезона 1959/60 «Депортиво Малага» и «Атлетико Малагеньо» играли вместе в Терсере. По правилам, последний должен был понизиться в классе (одновременная игра основной и резервной команды в одном дивизионе не допускается), но чтобы избежать этого, «Атлетико Малагеньо» разорвало отношения с «Депортиво Малага» и зарегистрировала себя как отдельный независимый клуб.
В 1961 году «Депортиво Малага» провела первый розыгрыш Трофея Коста дель Соль, его первым обладателем стал «Атлетик Бильбао». В следующем году «Депортиво Малага» помимо организатора, стала участником турнира, а в 1963 году завоёвывала свой первый Трофей Коста дель Соль, победив в финальном раунде «Реал Мадрид». Данный турнир стал прекрасной возможностью для многих болельщиков увидеть звёзд мирового футбола. Так в 1966 году на «Ла Росаледа» в составе «Бенфики» играл легендарный Эусебио, а в 1967 году в составе бразильского «Сантоса» великий Пеле.

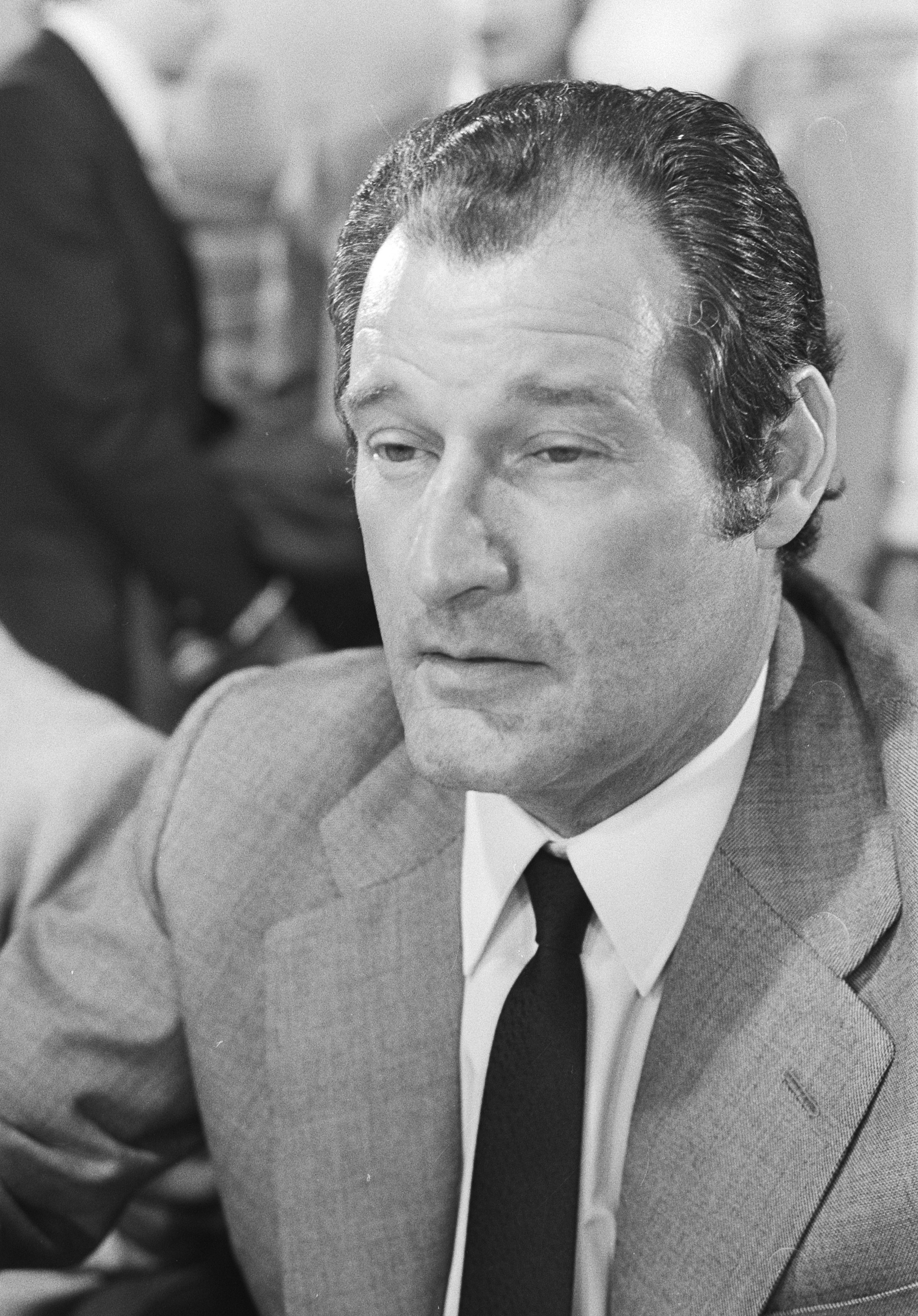
Марсель Доминго — творец первой победы над «Барселоной», а также виновник ухода Себастьяна Виберти

После череды коротких возвращений в элиту испанского футбола в 60-х, в 1971 году благодаря усилиям Хуана Дуэсто, Мигуэли, Масиаса и лидера команды — аргентинца Себастьяна Виберти, «Депортиво Малага» возвращается в элиту на целых пять сезонов. Клуб чередовал удачные выступления в Кубке Испании и менее удачные в Примере. «Депортиво Малага» дважды занимала седьмое место в чемпионате, но проваливалась в кубке, вылетая уже в 1/16. В сезоне 1971/1972 была одержана первая, ставшая исторической, победа над «Барселоной» на Камп Ноу. В том же году вратарь команды Дуэсто получил награду лучшему вратарю чемпионата. В 1973 году «Депортиво Малага» под руководством Марселя Доминго вышла в полуфинал национального кубка, однако проиграла будущему победителю того розыгрыша «Атлетик Бильбао». Также этом год ознаменовался появлением у клуба своего гимна — «Málaga, La Bombonera», актуального и по сей день. В конце сезона 1973/1974 после ссоры с тренером Доминго, «Депортиво Малагу» покинул её лучший игрок — Себастьян Виберти.
С уходом Виберти начался закат золотой эпохи «Депортиво Малаги». Дальнейшие попытки некоторых тренеров вернуть клуб в прежнее русло не увенчались успехом. Коротким просветом на фоне «золотой пятёрки», стало возвращение Виберти, но уже не как игрока, а как тренера. Однако и это не дало особого результата. В сезоне 1980/81 команду возглавил бывший футболист клуба Абдулла Бен Барек, а уже в следующем, по решению президента клуба Кобоса, его место занимает ещё один бывший футболист клуба Антонио Бенитес, успевший хорошо себя зарекомендовать во время своей многолетней работы в дубле. В те годы клуб испытывал финансовые трудности, в связи с денежными вливаниями в «Ла Росаледу», как возможного кандидата на проведение матчей чемпионата мира по футболу 1982 года, что в итоге принесло положительное решение ФИФА, и включение стадиона в список арен турнира.
С переходом в основу многих талантливых игроков «Атлетико Малагеньо», таких как Перальта, Попо, Канильяс, Ресио, Хосе, братья Антонио и Манало Иерро, а также ещё одной пары братьев Начо и Хуана Карлоса Переса, и дополнившего команду Регенхардта, Антонио Бенитесу в 1982 году удалось вернуть «Депортиво Малагу» в Примеру на три сезона. В сезоне 1983/84 несмотря на скромное положение в таблице «Депортиво Малага» наносит поражение двум мадридским клубам, «Реал Мадриду» 6:2, и «Атлетико Мадрид» 5:1, занявшим по итогам чемпионата еврокубковые места. Однако уже в следующем сезоне после серии неудач «Депортиво Малага» вылетает в Сегунду.

Стартовый состав «Депортиво Малаги» в матче с «Реал Мадридом». 11 сентября 1983 года.

Вторую половину 80-х «Депортиво Малага» встретила с нестабильностью в финансовой политике клуба. На футболках команды впервые появляется реклама спонсора, которым, стало местное издание — «Diario Sur». В сезоне 1987/88 президентом клуба становится бизнесмен Франциско Гарсия Анайя. Он приглашает на должность тренера Ладислава Кубала, и возвращает некоторых опытных игроков и ветеранов клуба: Хуанито, Клементе Виллаверде, Эстебана Виго и Мигеля Гарсию. По итогам сезона «Депортиво Малага» становится чемпионом Сегунды, а Кубала устанавливает рекордную планку процента побед в 60,61 %, после чего весьма неоднозначным решением тренер был отправлен в отставку. В следующем сезоне Кубалу заменил тренер дубля Пепе Санчес, который вскоре был заменён Луисом Костой.
В конце 80-х болельщики называли свою команду «Супер Малагой» потому что в её составе играли многие известные игроки. В сезоне 1988/89 эту тенденцию поддержала приход Йона Лауридсена, Антонио Альвареса и Франсиско Пинеды. В попытке увеличить доходы президент клуба Гарсиа Анайя подписал рекламный контракт с французской телекоммуникационной компанией Alcatel. А через некоторое время он уволил Луиса Косту из-за множества неудач, и поставил на его место Антонио Бенитеса, что спасло клуб от вылета в Сегунду.
В сезоне 1989/90 по итогам чемпионата «Депортиво Малага» вылетела в Сегунду. В клубе сменилось руководство. Оставшись в сложном финансовом положении, и рискуя быть пониженной в классе из-за жалоб по задолженностям, «Депортиво Малага» простилась с некоторыми игроками чтобы перекрыть долги. На их место ушедших клуб пришли футболисты из дубля. Но задолженности внутри команды продолжили расти, что в итоге, помимо ухудшения результативности за счёт малоопытных футболистов дубля привело «Депортиво Малагу» по итогам сезона 1991/92 к вылету в Сегунду Б.

### Начало современной «Малаги» (1992—2010)

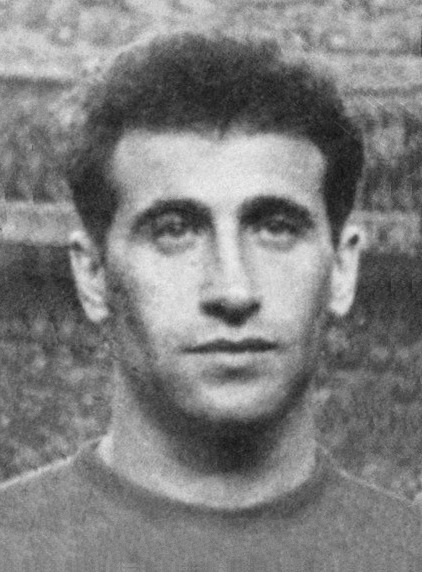
Хоакин Пейро — тренер, с которым «Малага» добилась своего первого успеха на евроарене, победы в Кубке Интертото

27 июля 1992 года комитет по вопросам управления клубом принимает решение о ликвидации «Депортиво Малаги», несмотря на все попытки городских властей и самих горожан спасти клуб. В то же время в 9-й группе Терсеры продолжает свои выступления «Атлетико Малагеньо». Успешно пройдя чемпионат по итогам сезона 1992/93, клуб добыл себе повышение в Сегунду Б. Однако в следующем сезоне «Атлетико Малагеньо», столкнувшись с серьёзными денежными проблемами вылетел в Терсеру, буквально стоя на грани роспуска. На референдуме 19 декабря 1993 года члены клуба высказались «за» изменение названия, однако юридически всё это стало возможным только в июне 1994 года. Так «Атлетико Малагеньо» стал «Малага Клуб де Футбол», официальным наследником команды-основателя — «Депортиво Малаги». Президентом клуба стал Федерико Бельтран, один из многих городских предпринимателей поддержавших клуб в сложное время. Вскоре именно его поддержка, и множества не безразличных к судьбе клуба людей, оказывает позитивное влияние на дела клуба. По итогам сезона 1994/95, Антонио Бенитесу удаётся вывести «Малагу» в Сегунду Б.
Несколько последующих сезонов «Малага» безответно добивалась выхода в Сегунду, что ей с трудом удалось только 28 июня 1998 года, благодаря хет-трику аргентинского нападающего Пабло Гуэде. Добившись желаемого, руководство «Малаги» решает не останавливаться на достигнутом, и запускает довольно амбициозный проект для скорейшего возвращения клуба в элиту испанского футбола. Для реализации этой цели, на пост тренера «Малаги» был привлечён Хоакин Пейро, а также подписано большое количество игроков. По итогам сезона 1998/99 «Малаге» удаётся совершить невероятное, и с первого места обеспечить себе выход в Примеру где благодаря выработанной Пейро схеме игры, команде удаётся показывать хороший уровень футбола. Отлично в нападении себя показывает связка Эдгар — Катанья. В своём дебютном сезоне, «Малаге» даже удаётся победить «Барселону» со счётом 2:1 на «Камп Ноу». Нападающий «Малаги» Катанья стал вторым бомбардиром чемпионата по итогам сезона 1999/00, а «Малага» завершает его на 12-м месте.

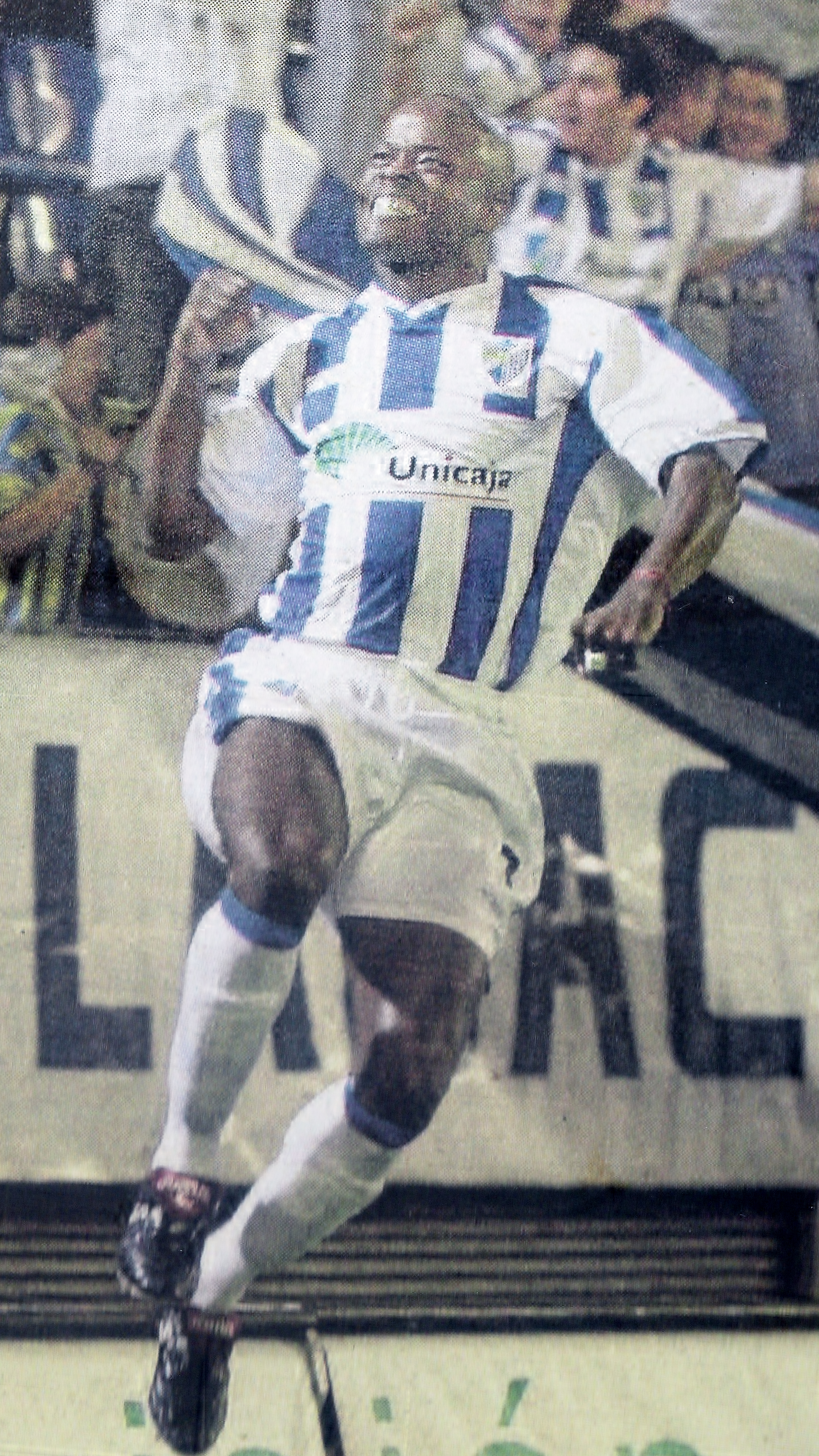
Дели Вальдес активно поучаствовал в еврокубковой компании «Малаги».

Из экономических соображений, перед началом сезона 2000/01, клуб был вынужден расстаться с Катаньей, который перешёл в «Сельту». На его место приходит панамский нападающий Дели Вальдес, который вскоре, формирует грозный дуэт «Doble D» вместе с уругвайцем Дарио Сильвой. Именно благодаря результативности этого дуэта, «Малага» начинает борьбу за еврокубки. В индивидуальном зачёте, Руфете, становится первым игроком «Малаги» современной эры, который получает вызов в сборную Испании. По итогам чемпионата клуб занимает 8 место. Сезон 2001/02 становится сезоном изменений, цепочка которых, начинается со смерти владельца клуба, Антонио Асенсио. В «Малаге» появляется новое руководство, которое, болельщики клуба, встречают далеко не с одобрением. «Малагу» покидают Руфете, Де Лос Сантос, Мотилья и Агостиньо. На их место приходят: Дуда, Херардо, Марсело Ромеро, Литос и Мигель Анджело. Несмотря, на внутреннюю нестабильность, «Малага» начинает борьбу за еврокубки, и по итогам сезона, хоть и не напрямую (10 место), включается в борьбу за Кубок Интертото, по итогам розыгрыша которого, последовательно выбив «Гент», «Виллем II» и одолев в «испанском финале» «Вильярреал», выигрывает этот трофей, и получает право на участие в Кубке УЕФА.
В сезоне 2002/03 «Малага» начинает борьбу за Кубок УЕФА. Выбив боснийский «Железничар», польскую «Амику», английский «Лидс Юнайтед» со счётом 2:1 благодаря «дублю» панамца Хулио Дели Вальдеса на Элланд Роад, и афинский AEK, на стадии четвертьфинала, «Малага» уступает «Боавиште» в серии пенальти. Долгая игра на 2 фронта, в итоге, плохо сказывается на игре в чемпионате, «Малага» завершает сезон на 13-м месте. Пейро не находя поддержки у руководства, вскоре, покидает пост тренера «Малаги».

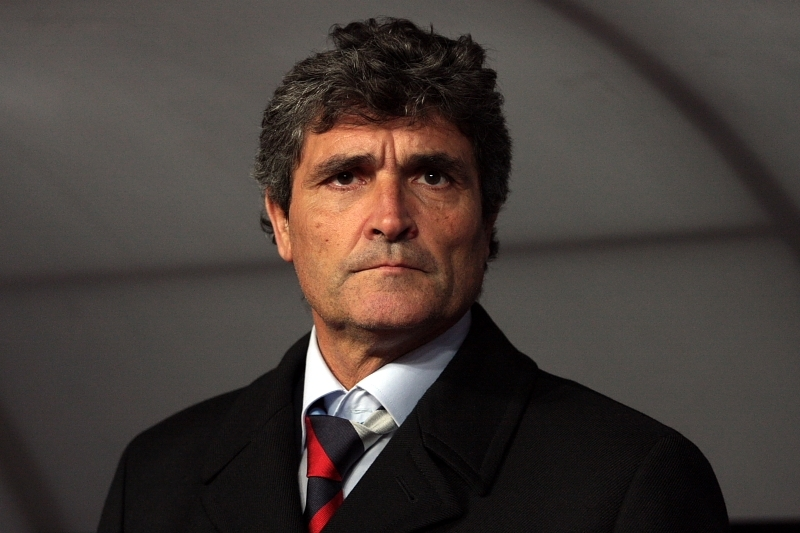
Под руководством Хуанде Рамоса, «Малага» показала один из лучших результатов в своей истории

Начало сезона 2003/04 ознаменовывается уходом основных лидеров, среди которых уругваец Дарио Сильва, голландец Кики Мусампа, Хулио Дели Вальдес и известный вратарь Педро Контрерас.
Команду возглавляет Хуанде Рамос и сразу же выдаёт лучший результат «Малаги» в её истории — домашний разгром «Барселоны» 5:1, с хет-триком арендованного у «Валенсии» Сальвы. Клуб завершает сезон на 10-м месте, а Хуанде Рамос покидает пост тренера «Малаги», и отправляется в «Севилью», с которой, в итоге, добивается самых больших успехов как тренер.
В сезоне 2004/05 «Малагу» начинает тренировать Грегорио Мансано. Однако Мансано, принявшему команду на высоком для неё 10-м месте, не удалось как и продвинутся выше, так и годом позже, остановить её падение. По итогам сезона 2005/06 «Малага» вылетает в Сегунду с последнего места, набрав лишь 24 очка. Летом 2006 года, испытывающий серьёзные трудности клуб, был выставлен на продажу. В итоге новым владельцем клуба стал Фернандо Санс, сын экс-президента «Реал Мадрида» Лоренцо Санса.
По началу сезона 2006/07 падение «Малаги» продолжилось, несмотря на удачный старт. И два из оставшихся до конца 6 туров «Малага» провела в зоне вылета, однако смогла спастись. Следующий сезон 2007/08 в Сегунде откровенно не внушал уверенности. Многие игроки были проданы, что вызывало беспокойство болельщиков по поводу будущего клуба. Однако выиграв 8 из 11 первых игр, «Малага» всерьёз претендовала на повышение. После небольшого спада лидерство перешло к «Нумансии». «Малага» оказалась втянута в битву за повышение в классе перед последним туром со «Спортингом» из Хихона и «Реал Сосьедадом». При этом команда оказалась в довольно сложном положении, в котором выход в Примеру, висел буквально на волоске: «Малаге» необходима была своя победа и осечка одного из соперников. Однако «Малага» выиграла 2:1 за счёт дубля Антонио Идальго, заняла второе место и вышла в Примеру вместе с хихонцами, тем самым, оставив за бортом басков из Сан-Себастьяна. Чтобы отпраздновать «сезон повышения в классе» руководство «Малаги» в 2008 году начало онлайн-продажу альбомов картинок и фотографий с лучшими моментами ушедшего сезона.
В условиях сложного экономического положения, в сезоне 2008/09, Фернандо Санс, привлекает на должность тренера «Малаги» Антонио Тапию. В трансферное окно клуб не получает особого усиления, и остаётся почти с тем же что и был, за исключением взятых в аренду Адриана и Лоло. После неудачного старта, команда всё же находит свою игру и в трудных условиях, завершает сезон на 8 месте. В следующем сезоне 2009/10, Тапию на посту тренера сменяет Хуан Рамон Муньос. Несмотря на великолепный старт в виде победы над «Атлетико Мадрид» 3:0, клубу потребовалось ждать целых 15 туров пока была добыта очередная победа. Это был период множества мелких поражений и ничей, поставивших «Малагу» над пропастью вылета. До самого последнего тура не было ясно останется ли «Малага» в Примере. Однако 16 мая 2010 года, ничья в матче против «Реал Мадрида» позволяет клубу остаться в элите.

### Эра Аль Тани (с 2010)
В июне 2010 года шейх Абдулла бин Нассер Аль-Тани приобрёл «Малагу» у Лоренсо Санса, чей сын Фернандо Санс был президентом клуба в это время. Озвученная сумма сделки составила €36 миллионов. С этого дня началась, так называемая, «эра Аль-Тани», и самый успешный период в истории современной «Малаги».

#### Мануэль Пеллегрини (2010—2013)

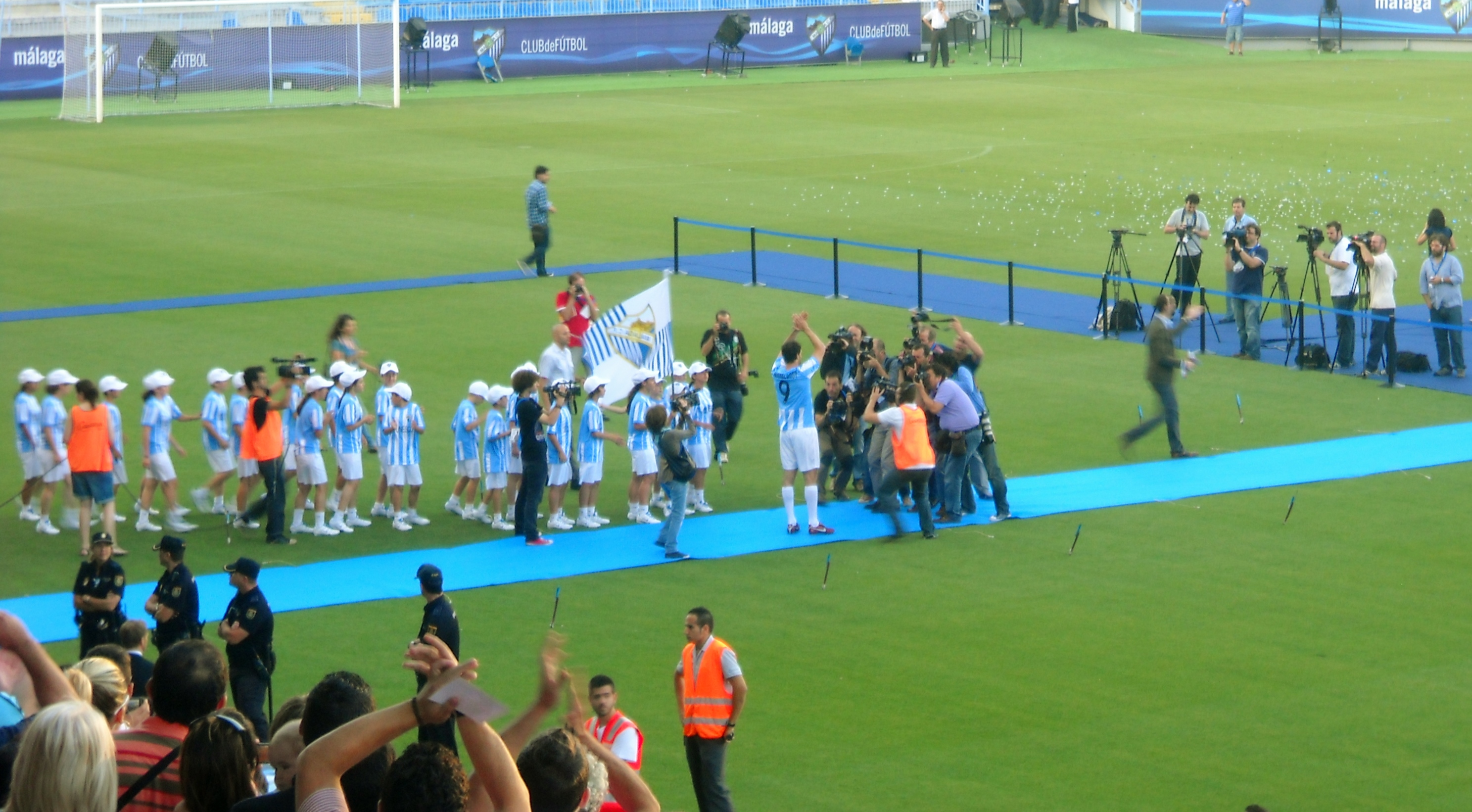
Презентация Рууда ван Нистелроя. 1 июля 2011 года.

Начало «эры Аль-Тани» ознаменовалось приходом в клуб таких игроков как Саломон Рондон, Элизеу, и множества других. Что касается тренера, выбор катарца падает на бывшего тренера «Реал Мадрида» — Мануэля Пеллегрини. В зимнее трансферное окно, клуб подписал опытного защитника немецкой «Баварии» Мартина Демичелиса, а также бразильского нападающего Жулио Баптисту. После серии из 5-ти побед, включая ничью с «Атлетик Бильбао», «Малага» завершила сезон на 11-месте. В мае 2011 года «Малага» подписала спонсорский контракт с Nike, а также, вскоре, подписывает партнёрское соглашение с UNESCO. В летнее трансферное окно «Малагу» пополнили Руд ван Нистелрой, Жереми Тулалан, Санти Касорла, Иско, Хоакин Санчес, и Начо Монреаль. Сезон 2011/12 стал для «Малаги» самым успешным в истории клуба на тот момент. В чемпионате Испании, команда заняла четвёртое место и впервые в своей истории получила право выступать в Лиге чемпионов сезона 2012/13, начав с квалификации.
Ещё одним из достижений «Малаги» в сезоне 2011/12, стало получение приза «Fair Play» (за честную игру), эта награда вручается команде, которая меньше всех в сезоне получила жёлтых и красных карточек. Наряду с «Малагой», в том году этот приз получила и «Барселона».

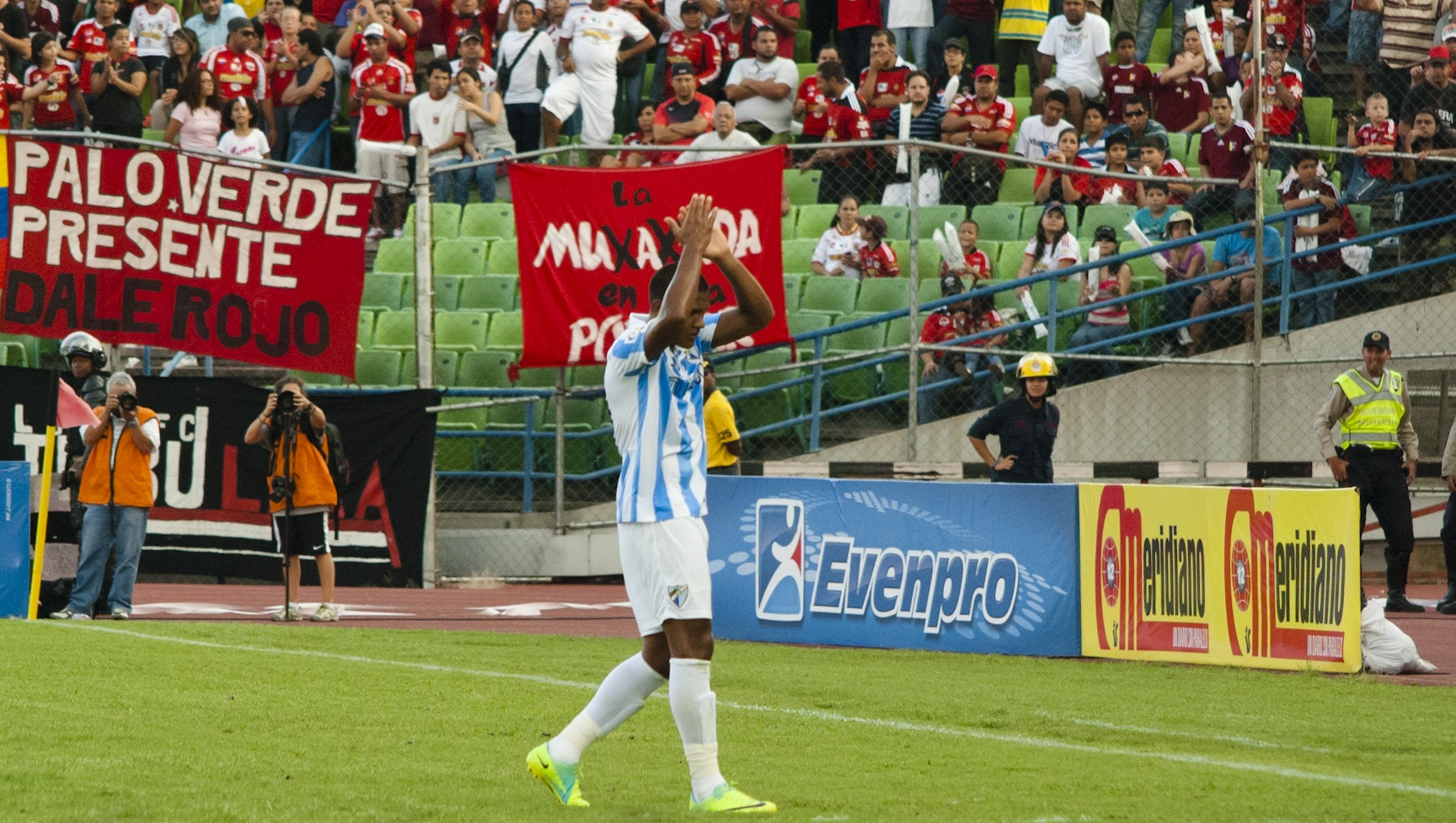
Саломон Рондон — перспективный нападающий «Малаги»

В связи с решением владельца клуба шейха Абдуллы бин Насер Аль-Тани прекратить финансирование клуба, в летнюю трансферную кампанию случился массовый уход ведущих футболистов из команды. Команду покинули Санти Касорла, Хосе Соломон Рондон, Йорис Матейсен, Энцо Мареска, завершил карьеру Рууд ван Нистелрой. Несмотря на эти обстоятельства, команда добилась лучшего старта в Ла Лиге за всю свою историю, набрав 10 очков в четырёх турах, а также пробилась в Лигу Чемпионов, обыграв в квалификационном раунде плей-офф греческий «Панатинаикос».
Соперниками «Малаги» по групповому этапу Лиги Чемпионов стали «Милан», «Андерлехт» и «Зенит».

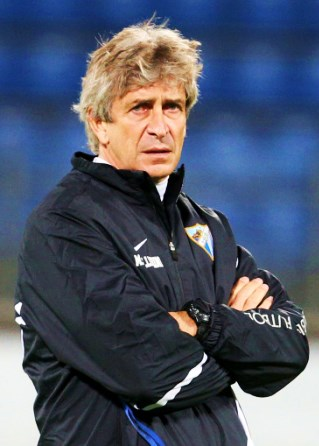
Под руководством Мануэля Пеллегрини «Малага» достигла наивысших достижений в своей истории.

5 сентября 2012 года на пресс-конференции вице-президент «Малаги» Моайат Шатат сообщил, что владелец не собирается продавать клуб, а политика инвестирования станет более рациональной. Там же был представлен новый генеральный директор Висенте Касадо. Новым спортивным директором назначен бывший игрок «Малаги» Армандо Усильос.
18 сентября 2012 года в своём дебютном матче в Лиге чемпионов против российского «Зенита» «Малага» одержала крупную победу 3:0, а в следующем туре с таким же счётом обыгрывает бельгийский «Андерлехт». 24 октября «Малага» одерживает минимальную победу на итальянским «Миланом», а 6 ноября 2012 года, в ответном поединке гол Элизеу приносит «Малаге» ничью на «Сан Сиро», тем самым, позволив клубу досрочно выйти в 1/8 финала Лиги Чемпионов. 4 декабря 2012 года «Малага» сыграла в ничью с бельгийским «Андерлехтом» 2:2, и заняла первое место в группе, не потерпев ни одного поражения.

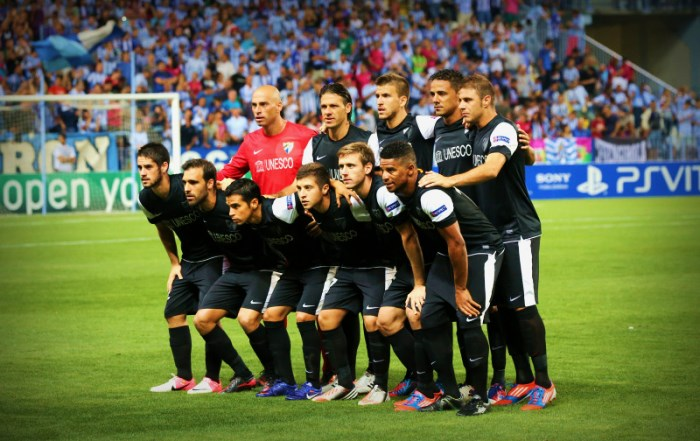
«Малага» — «Зенит». 2012 год. Верхний ряд: Вилли Кабальеро, Мартин Демичелис, Игнасио Камачо, Велигтон, Хоакин. Нижний ряд: Иско, Хесус Гамес, Хавьер Савиола, Портильо, Начо Монреаль, Элизеу

20 декабря 2012 года стало известно, что в 1/8 финала «Малага» встретится с португальским «Порту». 21 декабря 2012 года арбитражная палата Инстанции по финансовому контролю клубов (ИФКК) УЕФА вынесла решения по делам девяти клубов в связи с крупными просроченными долговыми обязательствами. В частности, были объявлены санкции в отношении «Малаги», а именно: в течение следующих 4-х сезонов команда будет исключена из первого же европейского турнира, в который ей удастся пройти по спортивным показателям; что сразу же вызвало бурную реакцию президента клуба Аль-Тани, и первое время сопровождалось критическими заявлениями в адрес друг друга. В итоге УЕФА поставило «Малаге» очередное условие, что если клуб не погасит долги до 31 марта 2013 года, то на аналогичных условиях пропустит ещё один европейский клубный турнир.
22 декабря 2012 года в домашней встрече против мадридского «Реала», «Малага» одержала победу, 3:2, которая стал первой победой над «галактикос» за 29 лет, и первой в новой истории клуба. До этого последней была домашняя победа со счётом 6:2 в сезоне 1983/84 ещё как «Депортиво Малага». 13 марта 2013 года в ответном матче 1/8 финала Лиги чемпионов против «Порту», благодаря голам Иско и Роке Санта Круса, «Малага» впервые в своей истории вышла в 1/4 турнира.

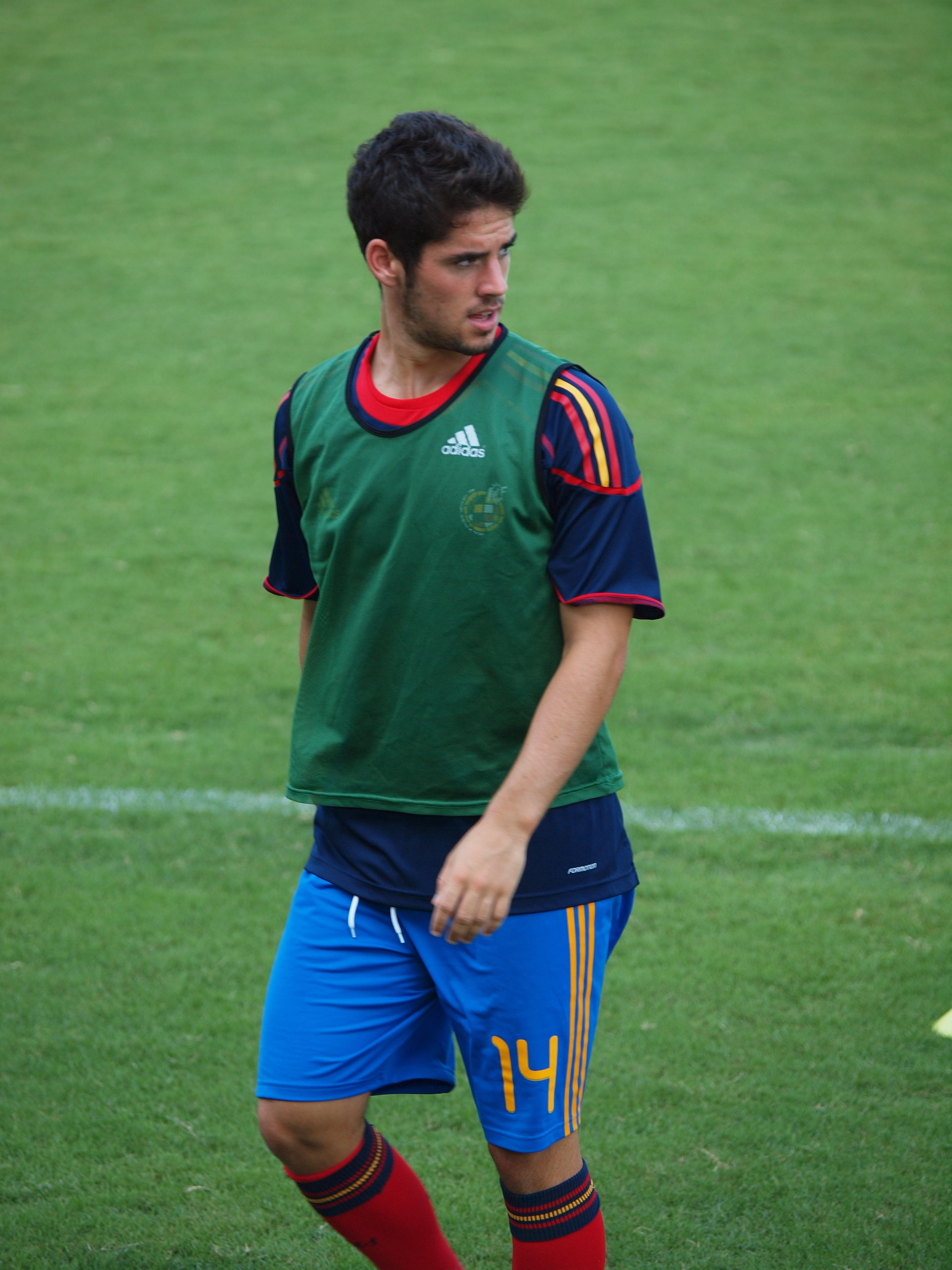
За Иско был навечно закреплён «22» номер

15 марта 2013 года, после жеребьёвки стало известно, что следующим соперником «Малаги» в 1/4 финала Лиги чемпионов, будет дортмундская «Боруссия». Несмотря на то, что многие вновь воспринимали «Малагу» откровенным аутсайдером, а само противостояние наименее привлекательным на стадии четвертьфиналов, первая встреча команд на «Ла Росаледе» закончилась в ничью, вошедшую в историю как «матч вратарей», из-за высокой отдачи последних в этом матче. Ответный матч на «Сигнал Идуна Парк» оказался не менее зрелищным. «Малага» вела 2:1 к 90-й минуте после голов Хоакина и Элизеу. «Боруссии» надо было забивать дважды, и она сделала это в добавленное ко второму тайму время.  Однако как минимум один мяч был забит немецким клубом из офсайда после ошибки шотландского арбитра Крейга Томсона, что признавали после матча даже игроки «Боруссии». В дальнейшем руководство «Малаги» неоднократно критиковало УЕФА, и лично Мишеля Платини за «грязную игру», однако ввиду уже имеющегося конфликта клуба с организацией, жалоба президента «Малаги» шейха Аль-Тани была отклонена, и клубу не осталось ничего другого, кроме как смириться с вылетом из Лиги Чемпионов. Летом 2013 года после перехода Иско в «Реал Мадрид» руководство «Малаги» приняло решение навсегда закрепить номер «22» за Иско, ставшим живым символом этого невероятного успеха. Вскоре «Малаге» все же пришлось вновь использовать номер «22» ввиду того, что КИФФ наложила запрет на это решение ссылаясь на правило, которое запрещает испанским клубам закреплять «активные» номера от «1 до 25».

#### Бернд Шустер (2013—2014)

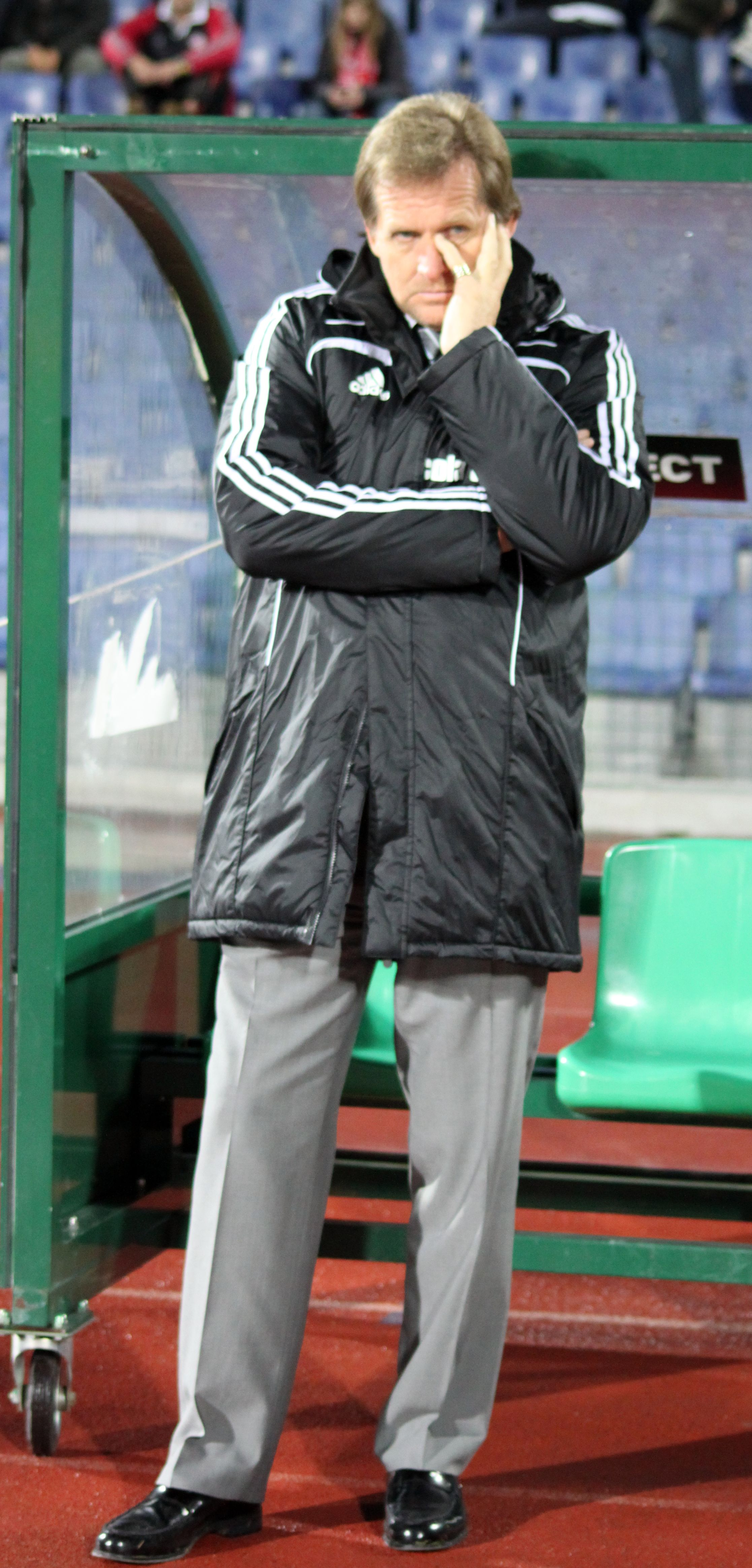
Бернд Шустер возглавил «Малагу» в непростое для неё время

12 июня 2013 года «Малага» представила Бернда Шустера в качестве нового тренера «Малаги». Вслед за уходом Мануэля Пеллегрини в английский «Манчестер Сити» клуб расстался с множеством лидеров, вернулись на родину Жереми Тулалан и Жулио Баптиста, был продан в «Реал» главная звезда команды Иско, закончился контракт Мартина Демичелиса, перешёл в «Фиорентину» Хоакин, подошёл к концу срок аренды Хавьера Савиолы, Огучи Оньеву, Диего Лугано и Лукаса Пиазона. Увидев успех своей позиции что цифры не определяют мастерство игрока, владелец «Малаги» Аль-Тани вводит в политику клуба ещё большую экономию.

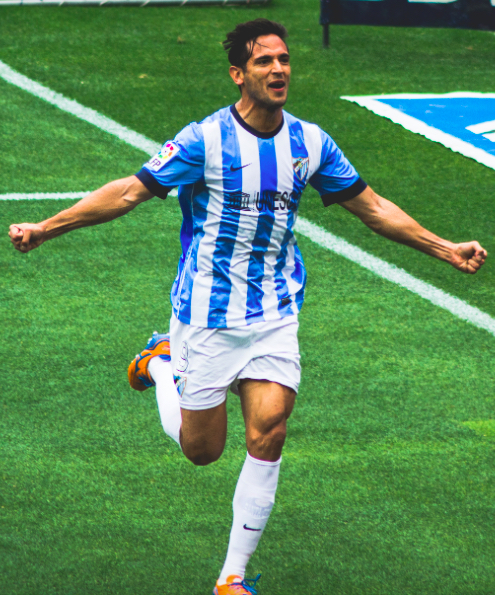
После массового ухода лидеров «Малаги», Роке Санта Крус стал главной звездой клуба.

В летнее трансферное окно в команду пришли малоизвестные в Европе футболисты, в основном либо свободные агенты, либо подписанные на правах аренды. Роке Санта Крус, у которого закончился контракт с «Манчестер Сити» решает остаться в клубе. Также несмотря на то, что «Малага» заняла 6 место дающее право выступать в Лиге Европы, чиновники УЕФА приняли решение о дисквалификации клуба на один сезон из-за несоблюдения принципа финансового Fair Play. Высокая планка оставленная Мануэлем Пеллегрини, прогнозировано, так и не покорилась немецкому специалисту заранее обречённому на провал, ввиду ограниченных ресурсов. Сезон 2013/14 «Малага» завершает на 11 месте. Контракт Шустера был расторгнут, согласно пункту, что команда, под его руководством, не должна опускаться ниже 10 места по итогам сезона. Руководство «Малаги» проанализировав свою финансовую политику, изменило свои взгляды на чрезмерную экономию.

#### Хави Грасия (2014—2016)

##### Сезон 2014/15

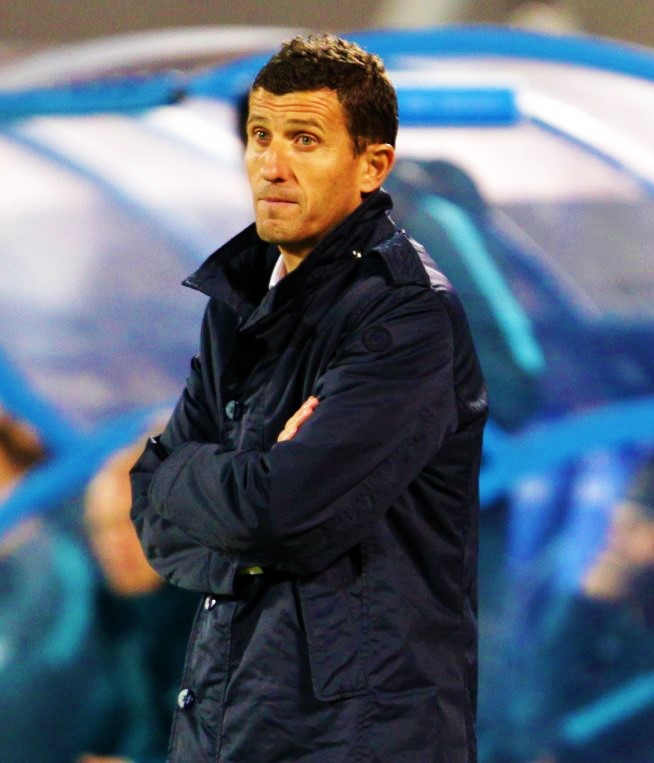
Главный тренер Хави Грасия

10 июля 2014 года клуб объявил о назначении испанского специалиста Хави Грасии на пост тренера «Малаги». В летнее трансферное окно клуб покинули Элизеу, Вилли Кабальеро и капитан команды Хесус Гамес. На их место пришли: Луис Альберто, Рикарду Орта, Артур Бока, и Роберто Росалес. Вернулись из аренды Ресио, Роберто Чен, и Бобли Андерсон. В команде решили остаться и ветераны: Дуда и Роке Санта Крус. 29 июля 2014 года «Малага» отметила своё 20-летие, со дня её воссоздания на базе дочерней команды обанкротившегося «Депортиво Малаги». Клуб впервые в своей истории отправился в Австралию в рамках турне организованного в поддержку Ла Лиги. После победы над «Аделаида Юнайтед» и ничьи с «Перт Глори», команда отправилась в Германию где «Малага» приняла участие в «Кубке Шальке 04» и выиграла этот трофей. Во время начала пребывания команды в Германии, «Малага» подписала контракт с одной из звёзд прошедшего чемпионата мира в Бразилии — вратарём сборной Мексики Гильермо Очоа. Во время предсезонного турне, тренерский штаб дал возможность показать себя молодым выпускникам академии «Малаги», ссылаясь на предыдущий сезон, в котором, удачно интегрировались в состав Серхи Дардер и Саму Гарсия, а весной 2014 года своим шансом воспользовались Саму Кастильехо и Хуанпи. Межсезонье клуб завершил юбилейным, 30-м розыгрышем Трофея Коста дель Соль, однако уступил трофей итальянской «Фиорентине». Летнее трансферное окно «Малага» закрыла подписанием бывшего игрока «Реал Мадрида» Мигеля Торреса, и новой арендой Нордина Амрабата.

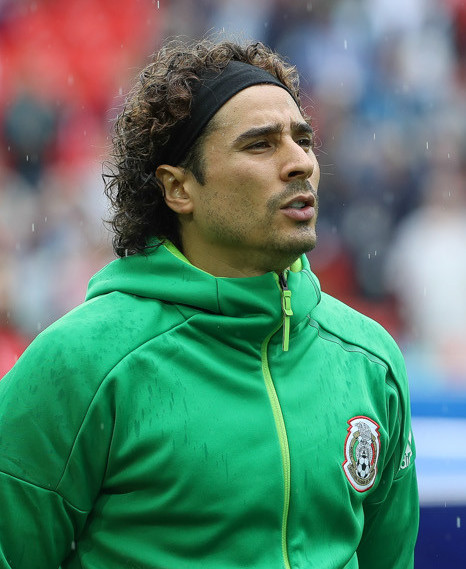
Главный трансфер лета 2014 года — мексиканский вратарь Гильермо Очоа

Начало сезона 2014/15, несмотря, на некоторые неудачи, можно было назвать успешным как для Грасии, так и для команды в целом. В 5-м туре Ла Лиги «Малага» сыграла в ничью с «Барселоной», а в 6-м туре, в Мадриде провела свой 500-й матч в Примере, против «Хетафе». В ноябре свой первый вызов в сборную Испании получил Игнасио Камачо. Клуб возобновил сотрудничество с «Атлетико Малагой», тем самым, пополнив свою структуру женской командой, в прошлом чемпионом Испании по женскому футболу. Свой первый вызов в сборную Венесуэлы получил Хуанпи. В 1/16 Кубка Короля «Малага» одолела «Депортиво Ла-Корунья».
Перед зимним перерывом «Малага» занимала 7 строчку в таблице. Грасия смог построить слаженную игру команды, чем была добыта основная масса очков. Когда же это не помогало в игру включались лидеры Нордин Амрабат и Роке Санта Крус. В зимнее трансферное окно, последний покинул «Малагу», подписав соглашение с мексиканским «Крус Асуль» также несмотря на продление контракта, вскоре клуб покинул и Антунеш, перешедший в киевское «Динамо». В аренду ушли Пабло Перес и Франсиско Портильо. Их места заняли капитан белорусского БАТЭ Егор Филипенко и взятый в аренду у валлийского «Кардифф Сити» Хавьер Герра.

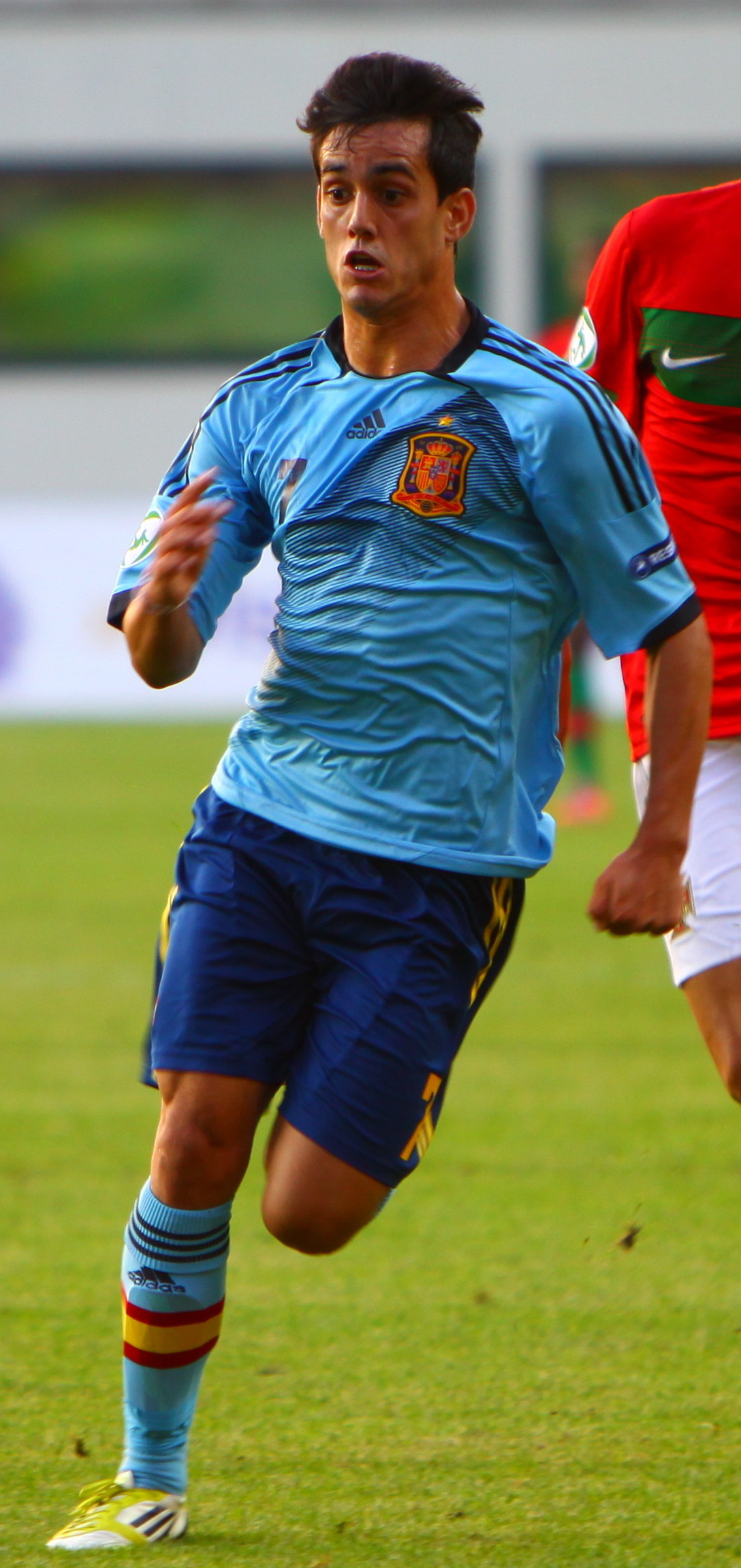
Хуанми — главный творец исторической победы над «Барселоной» в рамках сезона 2014/2015

В 1/8 Кубка Короля «Малага» прошла «Леванте», однако в 1/4 уступила «Атлетик Бильбао» по показателям. 21 февраля 2015 года в гостевом матче на «Камп Ноу» «Малага» минимально обыгрывает «Барселону» (1:0) в рамках Примеры. Это первый случай с 1978 года, когда «Малаге» удалось не проиграть каталонской команде в обеих поединках чемпионата. Главным творцом победы стал, воспитанник клуба — Хуанми. В марте 2015 года Хуанми получил свой первый вызов в сборную Испании, тем самым став 11-м игроком команды игравшим в сборной Испании за всю историю клуба. В начале апреля 2015 года, клуб отметил 110-летие своей футбольной истории. В мае 2015 года было объявлено о выкупе контракта Нордина Амрабата у турецкого «Галатасарая». По окончании сезона в отставку подал иорданец Моаяд Шатат, занимавший должность вице-президента клуба. На его место был назначен Нассер Бин Абдулла Аль-Тани. По итогам чемпионата «Малага» заняла 9 место.

##### Сезон 2015/16

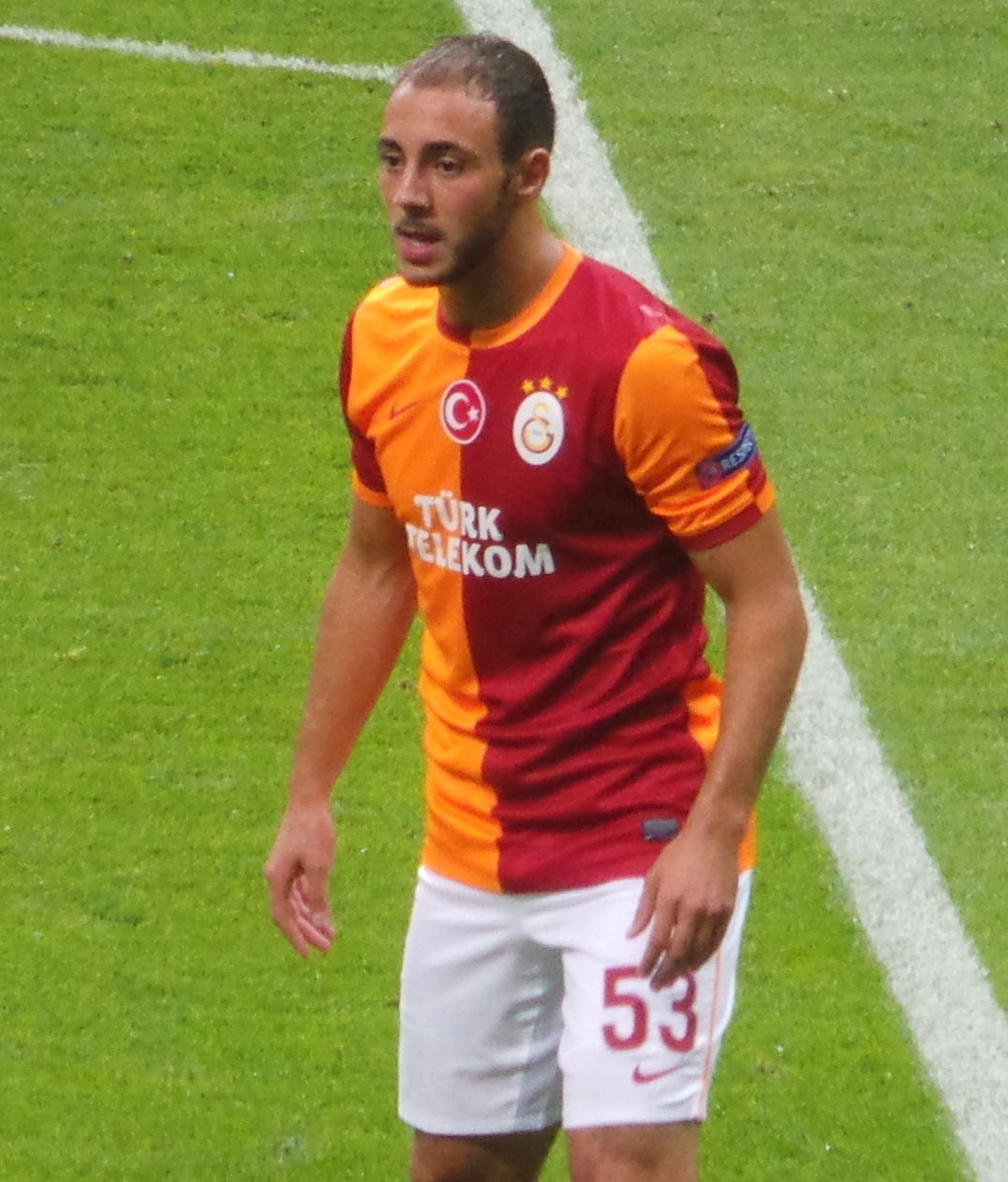
Новый лидер «Малаги» в эпоху Грасии — Нордин Амрабат

Лето 2015 года ознаменовалось рядом неоднозначных трансферов всерьёз обеспокоивших болельщиков «Малаги». В «Вильярреал» перешли Саму Кастильехо и Саму Гарсия, а главная ударная сила — молодой нападающий Хуанми отправился в английский «Саутгемптон». В последний день трансферного окна за 12 млн евро во французский «Олимпик Лион» перешёл ещё один перспективный молодой игрок клуба Серхи Дардер. По истечении своего контракта клуб покинул Серхио Санчес, в мексиканскую «Пуэблу» на правах аренды уходит Рескальдани. На их место приходят: Фабиу Эшпинью, Хуан Карлос Перес, Шарлес Диас де Оливейра, был переведён первый транш по сделке Амбарата, (тем самым закрепив игрока за «Малагой»), к команде присоединился ещё один марокканец Аднан Тигадуини. На правах аренды, однако имея серьёзную травму в клуб вернулся Роке Санта Крус, а такжехорватский нападающий Дуе Чоп, и испанский защитник Рауль Альбентоса. Последним подписанием клуба, стал талантливый полузащитник из «Милана» Хашим Мастур, пополнивший ряди клуба на правах аренды. Руководство команды продлило контракт с португальским ветераном Дудой. Перед презентацией новой формы клуб объявляет, что престижное некоммерческое соглашение с ЮНЕСКО подошло к концу, и в новом сезоне на футболке «Малаги» не будет логотипа организации. В конце июля в рамках продвижения Ла Лиги, клуб отправился в тур по Южной Америке, встретившись с такими командами как: колумбийский «Депортиво Кали», аргентинский «Сан-Лоренсо» и уругвайский «Пеньяроль». Вратарь «Малаги» Гильермо Очоа в это время завоёвывает вместе со сборной Мексики Золотой кубок КОНКАКАФ 2015. В августе 2015 года «Малага» встретилась с катарской «Лехвией» и завоевала Трофей Коста дель Соль 2015.

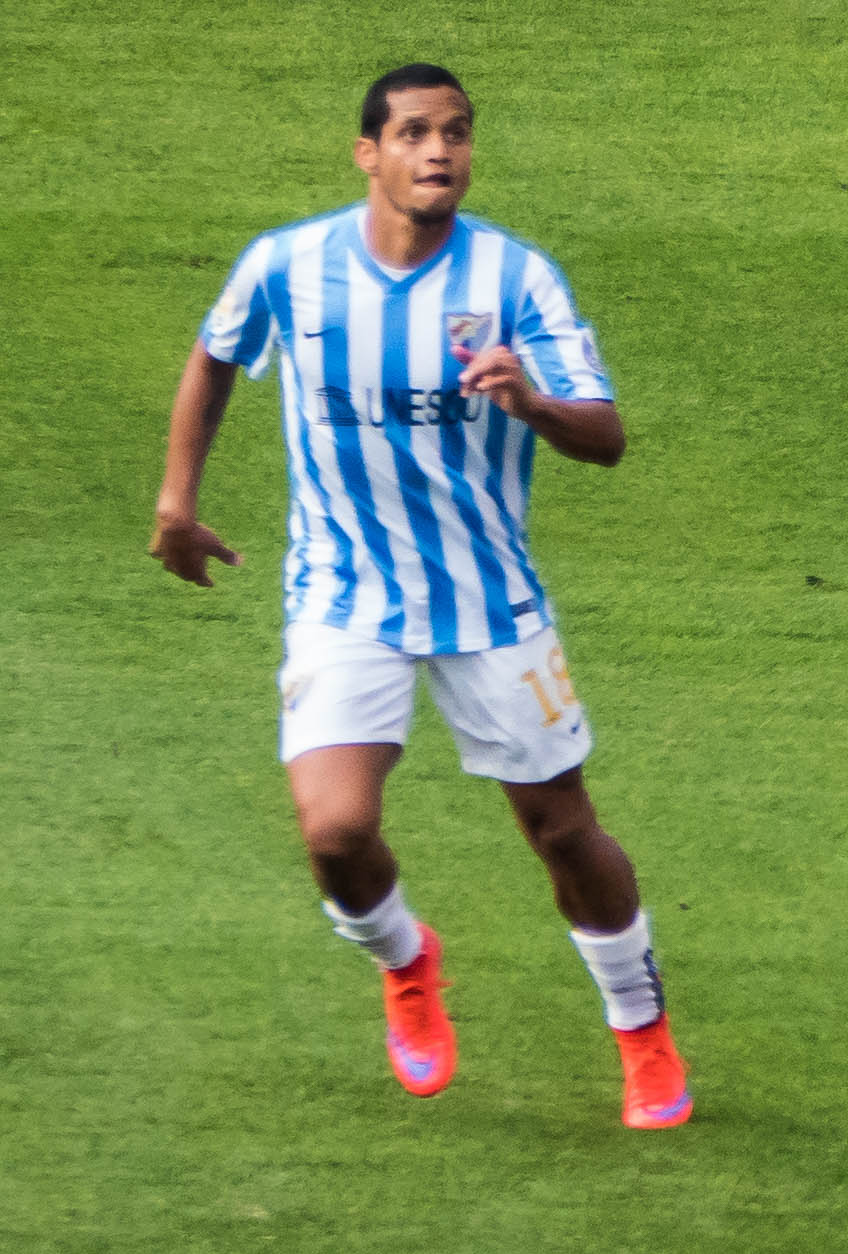
Роберто Росалес второй сезон провёл без замен

После невыразительной игры в первых турах сезона 2015/16 «Малага» опустилась на дно таблицы. Долгое время клуб не мог забить ни одного гола, а его нападение было признано одним из самых худших в топ чемпионатах Европы. Не смогла это перекрыть даже ничья на «Сантьяго Бернабеу» в матче против «Реала» в рамках 6-го тура, в котором свой дебют оформил Пабло Форнальс, ранее игравший за дубль «Малаги». В следующем туре в матче против «Реал Сосьедада» Шарлес отметился хет-триком. В конце ноября руководство «Малаги» отстранило от должности генерального директора клуба Висенте Касадо. По первым сведениям комиссии расследовавшей деятельность испанца в «Малаге», были найдены факты неоправданного повышения зарплат некоторым чиновникам клуба, частичную передачу прав на игроков теневым структурам, а также серьёзные нарушения в трансферной политике, повлёкшие за собой убытки и вред имиджу клуба. После этого владелец клуба шейх Аль-Тани извинился перед болельщиками «Малаги» и пообещал уделять больше внимания делам клуба, управление которым, катарец совмещает с управлением семейным бизнесом. В декабре в рамках 1/32 Кубка Короля «Малагу» по сумме двух встреч выбил представитель Сегунды «Мирандес». В конце года клуб получает нового спортивного директора, им становится Францеск Арнау, в прошлом вратарь «Барселоны» и «Малаги». В рамках 16-го тура «Малага» победила «Атлетико Мадрид» в очередной раз забрав очки у одного из грандов. По итогам первой половины чемпионата «Малаге» удалось осесть в середине таблицы, Хави Грасия был удостоен награды лучшего тренера декабря в Примере.
В зимнее трансферное окно, команду покинул Нордин Амбарат, перебравшись в английский «Уотфорд» и Маркос Анхелери, который перешёл в аргентинский «Сан-Лоренсо». В аренду уходят Аднан Тигхадоуини и Фабио Эшпиньо, клуб расторгает контракт с Флавиу Феррейрой. Клуб подписывает контракт со свободным агентом Чори и уругвайским защитником Федерико Риккой. На правах аренды клуб усиливают Кристиан Атсу, Сифу, и Икучукву Уче.
В конце января 2016 года победа над «Эйбаром», позволила «Малаге» перейти рубеж в 186 побед в Примере, установленный их предшественниками из «Депортиво Малаги». В феврале свой 600-й матч в Примере принял стадион клуба «Ла Росаледа». В рамках 25-го тура «Малага» отобрала очки у «Реал Мадрида». Матч закончился ничьей 1:1, однако единственный гол «Реала» в этой встрече был забит с офсайда, а судья несмотря на очевидность данного факта, сослался на солнце. По иронии, в следующем туре похожая ошибка вновь стоила очков клубу, по сути, выбив его из гонки за еврокубки. 6 марта 2016 года во время матча против «Депортиво Ла Корунья» травму получил основной вратарь клуба Карлос Камени, (по иронии судьбы, это была 300-я игра камерунца в Примере), тем самым свой дебют в Примере оформил Гильермо Очоа. До этого мексиканец играл за «Малагу» только в рамках Кубка Короля. Подписание Очоа «Малагой» не было согласовано с Грасией, из-за чего, тренер принципиально давал предпочтение Карлосу Камени. Эта «принципиальность» Грасии по отношению к Очоа плохо сказывалась на его положении в сборной Мексики, которое, и без того ухудшилось с увольнением тренера сборной Мигеля Эрреры. Однако Гильермо сумел доказать свой профессионализм, что было отмечено даже его партнёром по команде и соперником Карлосом Камени, в эфире одной из радиостанций уже по окончании сезона. В марте 2016 года клуб продлил контракт с Хави Грасией, однако уже в мае того же года, заниженная сумма отступных в обновлённом контракте тренера, толкает Грасию на уход в казанский «Рубин». 25 мая 2016 года Хави Грасия официально подтвердил свой уход с поста тренера «Малаги».

#### Хуанде Рамос и Марсело Ромеро (2016—2017)

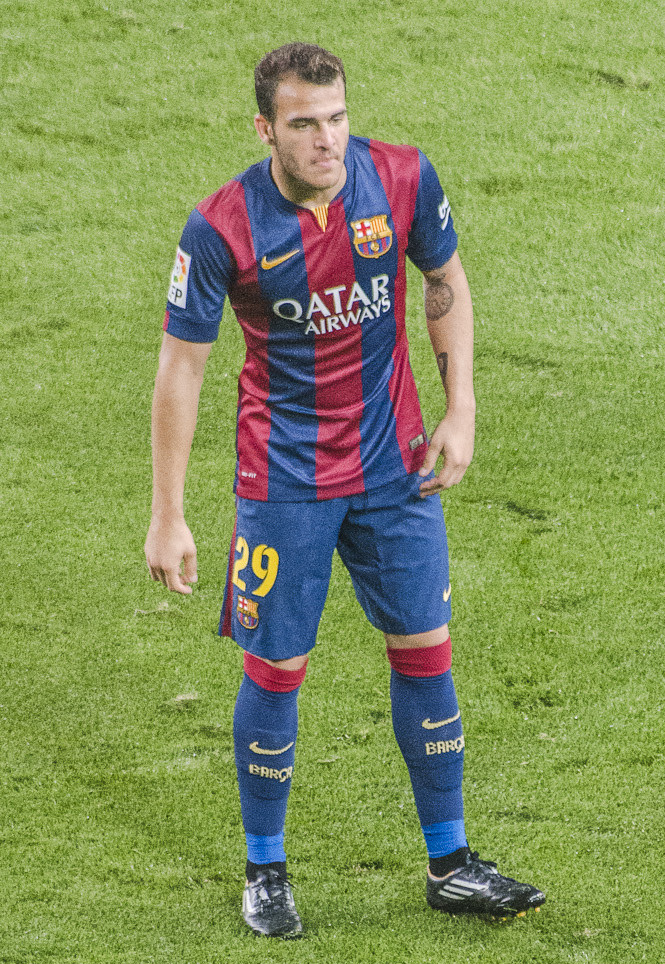
Воспитанник «Барселоны» Сандро — стал лидером атаки «Малаги» в сезоне 2016/2017

Всего через пару дней после ухода Хави Грасии, 27 мая 2016 года, клуб пригласил журналистов на презентацию нового тренера, которым оказался Хуанде Рамос, ранее уже работавший в «Малаге». 29 мая 2016 года в составе сборной Испании дебютировал воспитанник «Малаги» Пабло Форнальс. 30 июня 2016 года истекли контракты: Тиссоне, Боки и Роке Санта Круса, а также закончилась аренда Атсу, Чопа, Уче и Хуанкара. После долгих переговоров не удалось продлить аренду Альбентосы, также команду досрочно покинул Мастур. В аренду ушли Орта, Сифу, Гильермо Очоа и Аднан Тигадуини. Егор Филипенко перешёл в тель-авивский «Маккаби». Усилиями Арнау в летнее трансферное окно «Малаге» удалось подписать: Кеко, Хони, Бакари Коне, Майкла Сантоса, Сандро Рамиреса, и на правах аренды Здравко Кузмановича, Диего Льоренте, Хуанкара, аренда которого была продлена, и в самом конце трансферного окна, Дениса Бойко. Несмотря на удачный старт предсезонной подготовки в Голландии, клуб проиграл Кубок Аахена 2016, уступив в финале турнира, по серии пенальти, хозяевам турнира «Алемании». 2 августа 2016 года «Малага» объявила о подписании 2-х летнего контракта с букмекерской конторой Марафон, ставшей новым титульным спонсором клуба. 6 августа 2016 года «Малага» победила итальянскую «Сампдорию» по серии пенальти, и стала обладателем 32-го Трофея Коста дель Соль, а в середине месяца завоевала 62-й Трофей Рамона де Каррансы. По итогам предсезонной подготовки, помимо Микеля Вильянуэвы, чей переход из дубля был анонсирован заранее, в основную команду перешёл хорошо проявивший себя в предсезонных турнирах марокканский нападающий Юссеф Эн-Несери.
В начале сезона 2016/17 «Малага» не смогла воспользоваться неплохой для себя жеребьёвкой календаря Ла Лиги и одержала первую победу только в 5 туре, в домашнем матче против «Эйбара». Команду преследовали неудачи и ошибки, однако из-за схожего положения в стане многих противников, «Малага» не опускалась далеко от середины таблицы. 19 ноября 2016 года «Малага» имела шанс повторить свою победу на «Камп Ноу», однако произвела не меньший фурор ничьей с каталонцами в меньшинстве. Это наряду с домашними победами над «Спортингом» и «Депортиво», позволило Хуанде Рамосу попасть в список кандидатов на звание «лучшего тренера ноября в Ла Лиге», однако декабрь стал фатальным для испанского специалиста. Серьёзное поражение от «Севильи» 4:1 в рамках 16-го тура Ла Лиги, и провальная игра с «Кордобой» в 1/16 Кубка Короля повлекла за собой первые призывы к отставке тренера с трибун «Ла Росаледы». Уже на следующие сутки, 22 декабря 2016 года, Рамос заявил о своей отставке с поста тренера «Малаги», однако официально клуб объявил об этом только 27 декабря.
28 декабря 2016 года клуб огласил о назначении Марсело Ромеро, в прошлом игрока, а в настоящем, ассистента главного тренера «Малаги», на пост главного тренера клуба на неопределённый строк.
4 января 2017 года ветеран команды Велигтон, официально отстранился от выступлений за «Малагу» до конца сезона. Этим решением в интересах клуба, бразилец, выбывший из строя ещё в сентябре 2016 года из-за травмы колена, позволил «Малаге», используя его квотное место для не европейских игроков, взять в аренду другого южноамериканца, венесуэльского нападающего Адальберто Пеньяранду. 17 января 2017 года бывший игрок «Малаги» Мартин Демичелис вернулся в клуб на правах свободного агента до конца сезона 2016/17, который аргентинец доиграет под номером Велигтона. 24 января 2017 года новым игроком «Малаги» стал Луис Эрнандес, а 31 января, на правах аренды состав укрепил Хосе Родригес Мартинес.
7 марта 2017 года «Малага» и Марсело Ромеро решили прекратить трудовые отношения по взаимному согласию. Под руководством уругвайца клуб провёл 10 матчей. Из них «Малага» выиграла лишь один, сыграла 2 ничьи, а все остальные 7 встреч проиграла.

#### Мичел (2017—2018)

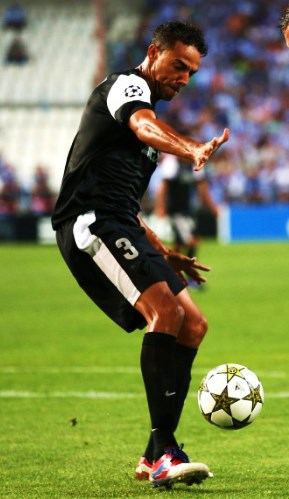
Велигтон отдал большую часть своей карьеры «Малаге»

7 марта 2017 года, всего через несколько часов по официальной отставке Марсело Ромеро, стало известно имя его преемника. Им стал известный испанский футболист и тренер Мичел. Первое за что принялся новый наставник, стал стиль игры, а также моральный дух команды, существенно пошатнувшийся из-за длительной неудачной серии. Мичел стремился принести в клуб свой многолетний опыт полученный им в «Реал Мадриде», и менее чем через месяц, построенная им схема заработала. «Малага» начала подъём с дна таблицы.
По итогам 31-го тура Ла Лиги «Малага» нанесла болезненное поражение «Барселоне» 2:0 тем самым сместив чемпионскую гонку в пользу «Реал Мадрида». 25 апреля «Малага» одержала выездную победу над своим старым принципиальным противником «Гранадой», чего «Малаге» не удавалось в рамках чемпионата Испании последние 60 лет. В 35-м туре Ла Лиги «Малага» одержала верх в дерби с «Севильей», тем самым выбив последнюю из борьбы за бронзу. 12 мая по итогам апреля, Мичел был удостоен своей первой награды лучшего тренера месяца в Ла Лиге. 15 мая Мартин Демичелис созвал пресс-конференцию в пресс-центре «Ла Росаледы» и объявил о завершении своей карьеры игрока. 17 мая завершил свою карьеру и Велигтон. 19 мая 2017 года о завершении своей многолетней карьере в «Малаге» объявил ещё один ветеран команды, её капитан — Дуда. Прощание с футболистами состоялось в рамках матча последнего тура Ла Лиги против «Реал Мадрида». Впоследствии Мартин Демичелис все же остался в клубе, приняв предложение поработать в тренерском штабе Мичела.

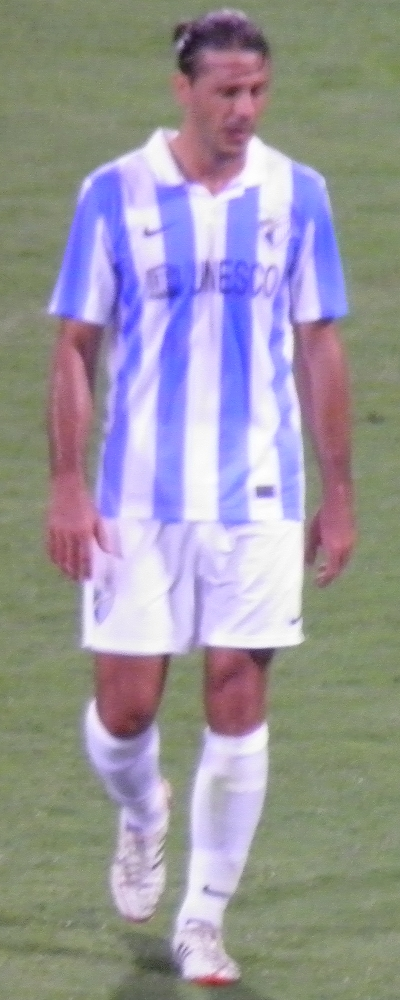
Мартин Демичелис завершил карьеру по окончании сезона 2016/2017

В летнее трансферное окно клуб покинули арендованные: Здравко Кузманович, Хосе Родригес, Денис Бойко, Хуанкар, Диего Льоренте, свободные агенты: Дуда, Очоа, Шарлес. В то же время в клуб вернулись: Мигель Сифуэнтес, Рикарду Орта и Аднан Тигадуини. Клуб расстался с Игнасио Камачо, который перешёл в немецкий «Вольфсбург», а также с Карлосом Камени. «Малаге» прогнозировано не удалось остановить уход Сандро Рамиреса в английский «Эвертон». Отданы в аренду Микель Вильянуэва и Майкл Сантос. «Малаге» не удалось подписать Хорхе Мере, в последней момент переменившего своё решение в пользу немецкого «Кёльна», а также клуб вынужден был отпустить Пабло Форнальса — спешно перешедшего в «Вильярреал», что в значительной мере принесло «Малаге» серьёзные проблемы в межсезонье. В «Малагу» пришли: Адриан Гонсалес, экс-капитан французской «Ниццы» Поль Байсс, Андрес Прието, Дженк Гёнен, Эмануэль Чеккини, Диего Гонсалес. Взяты в аренду: Роберто Хименес, Борха Бастон. Согласован обмен Хуанкар-Орта с португальской «Брагой», а также продлена аренда Здравко Кузмановича. Последними усилениями, которые получил Мичел в начале нового сезона стал аргентинский полузащитник Эстебан Ролон, и арендованный у французского «Бордо» уругвайский нападающий Диего Ролан.
Начало сезона 2017/18 сложилось для «Малаги» крайне неудачно. Продолжая испытывать частые потери в составе, и не блистая в нападении клуб, продемонстрировал один из худших стартов в Примере в своей новейшей истории, заработав всего одно очко в восьми играх. 10 октября 2017 года с поста спортивного директора клуба был уволен Франсеск Арнау. Несколькими днями спустя, на данную должность был возвращён Марио Усильос, покинувший клуб в 2015 году после расследований махинаций генерального директора «Малаги» Висенте Касадо. 21 октября 2017 года «Малага» проигрывает «Барселоне» на «Камп Ноу» со счётом 2:0. Этот матч ознаменовался скандальным решением судьи, который засчитал забитый Деулофеу гол с подачи вне пределов поля. 29 октября, в рамках 10 тура Ла Лиги, «Малага» победила «Сельту» со счётом 2:1 тем самым одержав свою первую победу в сезоне. 11 ноября 2017 года «Ла Росаледа» приняла товарищеский матч между сборными Испании и Коста-Рики. 25 ноября «Малага» на выезде проигрывает в напряжённом матче «Реал Мадриду» со счётом 3:2, однако исход матча определило спорное решение судьи, отменившего один из голов гостей. В этой встрече «Малага» понесла ещё одну кадровую потерю. С серьёзной травмой колена до конца сезона выбыл полузащитник клуба Хуанкар. Войдя в положение «Малаги» руководство Ла Лиги приняло по «Малаге» статью, позволяющую ей подписать одного игрока не ожидая начала зимнего трансферного окна. 28 ноября по итогам двух встреч «Малага» вылетает из Кубка Короля от представителя Сегунды «Нумансии».7 декабря 2017 года «Малага» досрочно подписывает контракт с защитником «Луго» Микелем Игнаси. 20 декабря на правах свободного агента в клуб возвращается Мануэль Иттура. Первую половину сезона «Малага» завершила на дне турнирной таблицы и, не сумев преодолеть кризис, вылетела спустя 10 сезонов подряд из Примеры.

## Форма

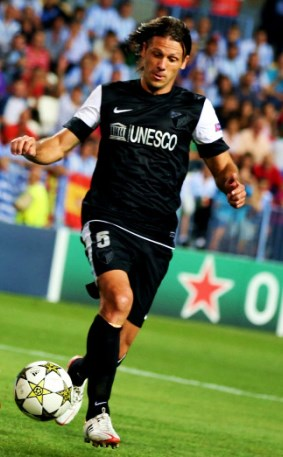
Демичелис в чёрно-белом комплекте сезона 2012/13.

На протяжении своей истории, «Малага» использовала для своего первого комплекта комбинацию голубого и белого цвета, или же голубого цвета с вертикальными полосами, нередко меняя оттенки голубого цвета. Для второго комплекта «Малага» традиционно использовала фиолетовый и зелёный цвет, цвета городского флага Малаги, однако за долгую историю клуба применялись: красный, жёлтый, белый, чёрный, и золотой цвета.
С приходом так называемой «эры Аль-Тани» форма «Малаги» сделала значительный скачок вперёд. В мае 2011 года «Малага» подписала контракт с всемирно известным производителем спортивной экипировки Nike, актуальный и по сей день. «Малага» имела престижное некоммерческое соглашение с ЮНЕСКО, которое длилось 4 года и истекло летом 2015 года. В формах «Малаги» последних лет можно проследить уважение к своей богатой истории, в виде таких элементов как надписи: «Since 1904», девизы «El sentimiento nunca muere» и «Coraje&Corazón» имеющий отсылку к гимну клуба. Юбилейные элементы связанные с 110-м юбилеем спортивной истории клуба, и 75-летия стадиона «Малаги» Ла Росаледы, а также национальной и региональной идентичности, в виде элементов цветов или флагов Испании, и Андалусии.
Наиболее популярным для болельщиков комплектом формы является линия комплектов сезона 2012/13, когда клуб впервые участвовал в Лиге Чемпионов. Тогда форма «Малаги» стала хитом продаж, и установила планку, к которой, клуб смог приблизиться вновь лишь в начале сезона 2016/17.

### Эволюция формы

#### Домашняя
| Малага 1904                                   | Малага, Реал Малага, Малага Спорт · 1915—1933 | Депортиво Маласитано 1933—1939 | 1939—1941 | Депортиво Малага · 1941—1942 | 1942—1948 | 1948—1956 | 1956—1961 | 1961—1963 | 1963—1964 | 1964—1972 |
| 1972—1978                                     | 1978—1979                                     | 1979—1980                      | 1981—1982 | 1982—1983                    | 1983—1984 | 1984—1986 | 1986—1988 | 1988—1989 | 1989—1990 | 1990—1992 |
| Атлетико Малагеньо 1992—1994 · Малага 1994/95 | 1995—1996                                     | 1996—1997                      | 1997—1998 | 1998—1999                    | 1999—2001 | 2001—2003 | 2003—2005 | 2005—2007 | 2007—2009 | 2009/10   |
| 2010/11                                       | 2011/12                                       | 2012/13                        | 2013/14   | 2014/15                      | 2015/16   | 2016/17   | 2017/18   | 2018/19   | 2019/20   | 2020/21   |
| 2021/22                                       | 2022/23                                       | 2023/24                        | 2024/25   |                              |           |           |           |           |           |           |

#### Гостевая
| 2010/11 | 2011/12 | 2012/13 | 2013/14 | 2014/15 | 2015/16 | 2016/17 | 2017/18 | 2018/19 | 2019/20 | 2020/21 |
| 2021/22 | 2022/23 | 2023/24 | 2024/25 |         |         |         |         |         |         |         |

#### Резервная
| 2010/11 | 2011/12 | 2012/13 | 2013/14 | 2014/15 | 2015/16 | 2016/17 | 2017/18 | 2018/19 | 2019/20 | 2020/21 |
| 2021/22 | 2022/23 | 2023/24 | 2024/25 |         |         |         |         |         |         |         |

Источники:,

### Производители формы и спонсоры
| Годы      | Производители формы   | Спонсоры     |
| --------- | --------------------- | ------------ |
| 1904-1980 | никто                 | никто        |
| 1981-1986 |                       | никто        |
| 1986-1988 | Massana               | Diario Sur   |
| 1988      |                       | Tivoli World |
| 1988-1989 | Alcatel               |              |
| 1989-1991 | Caja de Antequera     |              |
| 1991-1992 | Serme                 |              |
| 1992-1994 | Ciudad de Málaga      |              |
| 1994-1997 | Málaga                |              |
| 1997-1999 | Málaga                |              |
| 1999-2001 | Unicaja y Andalucía   |              |
| 2001-2006 | Unicaja y Andalucía   |              |
| 2006-2007 | Tesesa                |              |
| 2007-2008 | Unicaja               |              |
| 2008-2009 | Málaga ciudad genial! |              |
| 2009-2010 | William Hill          |              |
| 2010-2011 |                       | никто        |
| 2011-2015 |                       |              |
| 2015-2016 | никто                 |              |
| 2016-2018 |                       |              |
| 2018-2021 | Tesesa                |              |
| 2021-2022 | Sabor a Málaga        |              |
| 2022-     | Sabor a Málaga        |              |

## Стадион
Стадион «Малаги» расположен в Малаге на Пасео де Мартирикос, правом берегу реки Гуадальмедина. Своё название получил в честь стоявшего на его месте когда-то крупного розария. «Ла Росаледа» была открыта в апреле 1941 года, однако первый официальный матч здесь лишь состоялся 14 сентября 1941 года. За свою историю арена принимала у себя матчи Чемпионата Мира по футболу 1982 года, ряд игр национальной сборной, матчи Кубка УЕФА и Лиги Чемпионов. «Ла Росаледа» является домом Трофея Коста дель Соль, впервые разыгранного на её поле в 1961 году.

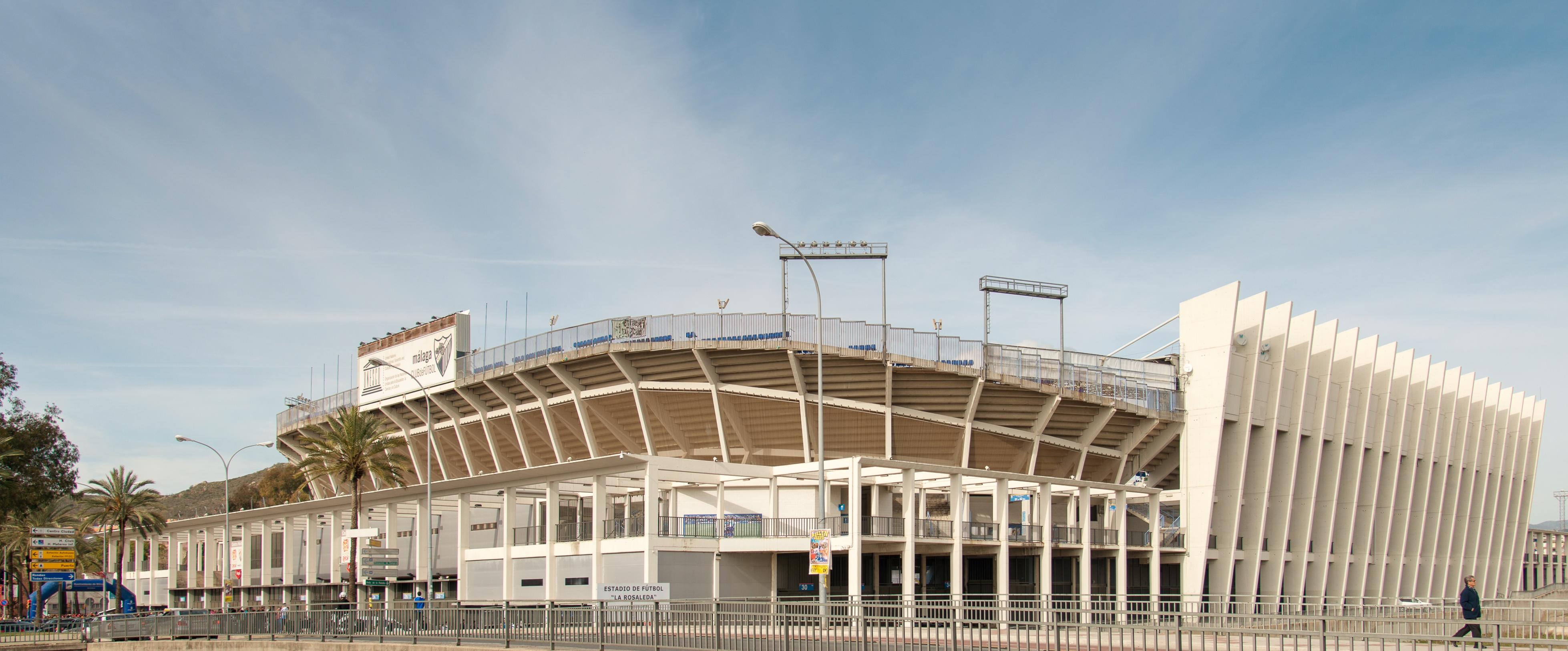
«Ла Росаледа» уже 75 лет является домашней ареной «Малаги»

С приходом «эры Аль-Тани» в 2010 году, анонсировалось что Ла Росаледа вскоре будет заменена современным «Qatar Stadium» вместимостью в 65000 мест. Однако встретив серьёзные бюрократические трудности катарское руководство «Малаги» временно отложило, а позже и вовсе отказалось от этой идеи, сосредоточив свои усилия на улучшении «Ла Росаледы». В сезоне 2014/15 «Ла Росаледа» была признана лучшей ареной Примеры по мнению AFEPE. В апреле 2016 года к 75-ти летию арены, «Малага» утвердила предложенный своим партнёром, сетью отелей и курортов «BlueBay», план по реконструкции стадиона «Ла Росаледа», который значительно расширит территорию стадиона, и увеличит количество мест до 47 000.

## Эмблема

Эмблема исчезнувшей «Депортиво Малаги»

Всего за более чем столетнюю историю «Малаги» было использовано более 30 различных вариантов эмблемы, которые по-разному отличались между собой — от малого до существенного. Нынешний логотип представляет собой щит с заострёнными краями, который пересекает полоса с именем клуба под ровным углом в 45 градусов. В вернем левом углу можно увидеть одну из достопримечательностей города — замок Гибральфаро с точки залива Малаги. Нижняя правая часть стилизована под клубные цвета. На гербе присутствуют буквы «ТМ», являющиеся отсылкой к девизу, данному городу Малаге королём Фердинандом II, — «Tanto Monta». Края щита украшены золотой оправой.

## Соперничество с другими клубами
Самым старым принципиальным соперником «Малаги», является другой андалусский клуб «Гранада», матчи с их участием известны как «Восточное дерби». Это противостояние берёт своё начало в 30-х годах XX века, когда обе команды были основателями Терсеры, и впервые встали у друг друга на пути к продвижению в элиту. С годами соперничество на поле переросло в серьёзную вражду за его пределами, достигнув своего пика в 70-е годы. В настоящее время «Восточное дерби» по-прежнему принципиально, однако по ряду причин, среди которых можно отметить ликвидацию «Депортиво Малаги», и длительный упадок «Гранады» из-за которого клубы не имели официальных встреч около 13 лет, оно потеряло былую важность и носит уже скорее дружеский характер.
Что касается других принципиальных противостояний, то ввиду богатой футбольной истории Андалусии, подобные «отношения» как с «Гранадой», однако, не столь ярко выраженные, у «Малаги» сложились едва ли не со всеми не менее известными андалусскими клубами: «Кадисом», «Севильей», «Реал Бетисом», и другими. Соперничество «Малаги» и «Севильи» прежде имевшее место по большей мере в виде противостояния ультрас, и конкуренции одноимённых городов, в годы «эры Аль-Тани», считалось самим актуальным дерби для болельщиков «Малаги».

## Болельщики

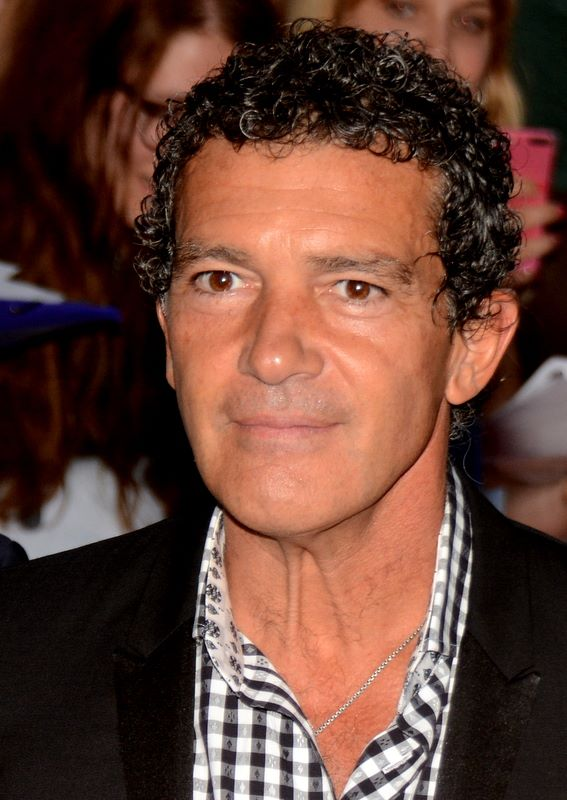
Антонио Бандерас — самый известный болельщик «Малаги»

«Малага» является одной из самых популярных команд провинции Андалусия, а также известна не только в Испании, но и далеко за её пределами. Болельщики «Малаги» представлены широкой сетью фан-клубов в Андалусии, и небольшим количеством фан-клубов за её пределами, среди которых можно выделить «Los 300» из Барселоны, и «Boquerones de Madrid» из Мадрида. Также имеются фан-клубы представляющие, несмотря на испанскую прописку: Данию, Финляндию, Швецию. Большинство фан-клубов «Малаги» объединены в «Федерацию фан-клубов Малаги», орган, который представляет интересы болельщиков на официальном уровне, а также тесно сотрудничает с клубом. Одним из самых уважаемых болельщиков «Малаги», и в то же время обладателем самого старого известного абонемента сезона 1944/45, был умерший в конце мая 2016 года — Антонио Бергудо, который поддерживал клуб с 30-х годов, активно сотрудничал с «Малагой», а также передал музею «Малаги» множество своих вещей, представляющих большую историческую ценность. Самым известным болельщиком клуба можно назвать известного актёра и уроженца Малаги — Антонио Бандераса. Что интересно, в детстве Антонио мечтал стать футболистом и весьма в этом преуспел. Однако несчастный случай поставил крест на его карьере, тем самым став стартовой точкой для его карьеры актёра. Позже в одном из интервью Бандерас не отрицал, что возможно, если бы не эта травма он бы стал профессиональным футболистом, и возможно играл бы за «Малагу». Бандерас имеет винодельный бизнес в Испании, поэтому когда выпадает возможность он посещает игры команды на «Ла Росаледа». В сезоне 2012/13 Бандерас прилетал поддержать «Малагу» в ответном матче против «Порту», за право выйти в четвертьфинал Лиги Чемпионов. А после скандального вылета «Малаги» из Лиги Чемпионов и исключении клуба из еврокубков в дальнейшем, актёр неоднократно критиковал УЕФА. 21 февраля 2016 года, актёр оригинальным способом поздравил «Малагу» с минимальной победой над «Барселоной» на «Камп Ноу».
Ультрас «Малаги» представлены множеством группировок, среди которых можно выделить «Frente Bokerón» основанных в 1986 году, и «Malaka Hinchas» основанных в 2001 году. Изначально «Frente Bokerón» являлись группировкой с ультраправой идеологией, однако в последние годы показали стремление к аполитичности. Они имеют давнюю вражду с «Biris Norte», и их соальянсерами «Riazor blues», поддерживающими соответственно: «Севилью» и «Депортиво Ла-Корунью», а также с «Brigadas Amarillas» и «Bukaneros», поддерживающими соответственно: «Кадис» и «Райо Вальекано». «Frente Bokerón» поддерживают тесную дружбу с ультрас «Валенсии» «Yomus», с другими группировками этого клуба, а также в хороших отношениях с некоторыми из их соальянсеров. Давними друзьями «Frente Bokerón» являются ультрас «Вальядолида» — «Ultravioletas». В то время как «Frente Bokerón» являются ударной силой вне стадиона, аполитичные, и не имеющие врагов «Malaka Hinchas» широко известны по Испании своей яркой и сильной поддержкой «Малаги» на трибунах «Ла Росаледы». «Malaka Hinchas» тесно сотрудничают с клубом, а также ежегодно на Рождество дарят детям игрушки и сладости.
Свои победы болельщики празднуют на площади Генерала Торрихоса.

## Достижения

### Национальные
- Ла Сегунда (Ла Лига 2)
  - Чемпион (4): 1951/52, 1966/67, 1987/88, 1998/99
  - Вице-чемпион (6): 1948/49, 1961/62, 1964/65, 1969/70, 1978/79, 2007/08
- Кубок Испании
  - Полуфиналист: 1973
- Кубок Президента Федерации Футбола Испании
  - Обладатель: 1940

### Международные
- Кубок Интертото
  - Обладатель: 2002
- Кубок УЕФА / Лига Европы УЕФА
  - Четвертьфиналист: 2003
- Лига чемпионов УЕФА / Кубок чемпионов
  - Четвертьфиналист: 2013

### Индивидуальные
|                         | Футболист | Год                                                   |
| ----------------------- | --------- | ----------------------------------------------------- |
| Трофей Саморы (Примера) | Деусто    | 1971/72                                               |
| Трофей Пичичи (Сегунда) | Базан     | 1947/48: 29 голов 1948/49: 26 голов 1951/52: 25 голов |
| Трофей Пичичи (Сегунда) | Катанья   | 1998/99: 25 голов                                     |

|                         | Футболист                         | Год     |
| ----------------------- | --------------------------------- | ------- |
| Трофей Саморы (Сегунда) | Корраль                           | 1978/79 |
| Трофей Саморы (Сегунда) | Хосе Антонио Гальярдо (посмертно) | 1986/87 |
| Golden Boy              | Иско                              | 2012    |
| Трофей Браво            | Иско                              | 2013    |

## Статистика выступлений
- Как Fútbol Club Malagueño

| Сезон   | Дивизион | Место | Кубок |
| ------- | -------- | ----- | ----- |
| 1929/30 | 3ª       | 2-е   |       |
| 1930/31 | 3ª       | 2-е   |       |
| 1931/32 | 3ª       | 3-е   |       |
| 1932/33 | 3ª       | 1-е   |       |

- Как Club Deportivo Malacitano

| Сезон   | Дивизион | Место | Кубок |
| ------- | -------- | ----- | ----- |
| 1933/34 | 3ª       | 3-е   |       |
| 1934/35 | 2ª       | 5-е   | 1/32  |
| 1935/36 | 2ª       | 5-е   | 1/32  |
| 1939/40 | 2ª       | 3-е   | 1/16  |
| 1940/41 | 2ª       | 5-е   | 1/16  |

- Как Депортиво Малага

| Сезон   | Дивизион | Место | Кубок |
| ------- | -------- | ----- | ----- |
| 1941/42 | 2ª       | 4-е   | 1/16  |
| 1942/43 | 2ª       | 5-е   | 1/16  |
| 1943/44 | 3ª       | 1-е   |       |
| 1944/45 | 3ª       | 2-е   |       |
| 1945/46 | 3ª       | 1-е   |       |
| 1946/47 | 2ª       | 9-е   | 1/8   |
| 1947/48 | 2ª       | 4-е   | 1/16  |
| 1948/49 | 2ª       | 2-е   | 1/16  |
| 1949/50 | 1ª       | 12-е  | 1/8   |
| 1950/51 | 1ª       | 13-е  |       |
| 1951/52 | 2ª       | 1-е   | 1/4   |
| 1952/53 | 1ª       | 15-е  |       |
| 1953/54 | 2ª       | 3-е   |       |
| 1954/55 | 1ª       | 16-е  |       |
| 1955/56 | 2ª       | 11-е  |       |
| 1956/57 | 2ª       | 5-е   |       |
| 1957/58 | 2ª       | 14-е  |       |
| 1958/59 | 2ª       | 15-е  | 1/32  |

| Сезон   | Дивизион | Место | Кубок |
| ------- | -------- | ----- | ----- |
| 1959/60 | 3ª       | 1-е   |       |
| 1960/61 | 2ª       | 12-е  | 1/32  |
| 1961/62 | 2ª       | 2-е   | 1/8   |
| 1962/63 | 1ª       | 16-е  | 1/4   |
| 1963/64 | 2ª       | 9-е   | 1/16  |
| 1964/65 | 2ª       | 2-е   | 1/32  |
| 1965/66 | 1ª       | 13-е  | 1/8   |
| 1966/67 | 2ª       | 2-е   | 1/16  |
| 1967/68 | 1ª       | 10-е  | 1/8   |
| 1968/69 | 1ª       | 14-е  | 1/4   |
| 1969/70 | 2ª       | 2-е   | 1/16  |
| 1970/71 | 1ª       | 9-е   | 1/4   |
| 1971/72 | 1ª       | 7-е   | 1/16  |
| 1972/73 | 1ª       | 10-е  | 1/2   |
| 1973/74 | 1ª       | 7-е   | 1/16  |
| 1974/75 | 1ª       | 16-е  | 1/8   |
| 1975/76 | 2ª       | 3-е   | 1/8   |
| 1976/77 | 1ª       | 18-е  | 1/32  |

| Сезон   | Дивизион | Место | Кубок |
| ------- | -------- | ----- | ----- |
| 1977/78 | 2ª       | 13-е  | 1/32  |
| 1978/79 | 2ª       | 2-е   | 1/16  |
| 1979/80 | 1ª       | 18-е  | 1/32  |
| 1980/81 | 2ª       | 6-е   | 1/64  |
| 1981/82 | 2ª       | 3-е   | 1/8   |
| 1982/83 | 1ª       | 10-е  | 1/16  |
| 1983/84 | 1ª       | 9-е   | 1/16  |
| 1984/85 | 1ª       | 16-е  | 1/32  |
| 1985/86 | 2ª       | 11-е  | 1/16  |
| 1986/87 | 2ª       | 6-е   | 1/32  |
| 1987/88 | 2ª       | 1-е   | 1/32  |
| 1988/89 | 1ª       | 16-е  | 1/16  |
| 1989/90 | 1ª       | 17-е  | 1/8   |
| 1990/91 | 2ª       | 4-е   | 1/16  |
| 1991/92 | 2ª       | 18-е  | 1/16  |

- Как Атлетико Малагуэньо

| Сезон   | Дивизион | Место | Кубок |
| ------- | -------- | ----- | ----- |
| 1992/93 | 3ª       | 1-е   | 1/256 |
| 1993/94 | 2ªB      | 18-е  | 1/256 |

- Как Малага

| Сезон   | Дивизион | Место | Кубок | Еврокубки      |
| ------- | -------- | ----- | ----- | -------------- |
| 1994/95 | 3ª       | 1-е   | 1/128 |                |
| 1995/96 | 2ªB      | 5th   | 1/64  |                |
| 1996/97 | 2ªB      | 5th   | 1/32  |                |
| 1997/98 | 2ªB      | 1-е   |       |                |
| 1998/99 | 2ª       | 1-е   | 1/32  |                |
| 1999/00 | 1ª       | 12-е  | 1/32  |                |
| 2000/01 | 1ª       | 8-е   | 1/32  |                |
| 2001/02 | 1ª       | 10-е  | 1/16  |                |
| 2002/03 | 1ª       | 10-е  | 1/16  | КИ Поб. КУ 1/4 |
| 2003/04 | 1ª       | 10-е  | 1/8   |                |
| 2004/05 | 1ª       | 10-е  | 1/16  |                |
| 2005/06 | 1ª       | 20-е  | 1/32  |                |
| 2006/07 | 2ª       | 15-е  | 1/8   |                |
| 2007/08 | 2ª       | 2-е   | 1/16  |                |
| 2008/09 | 1ª       | 8-е   | 1/16  |                |

| Сезон   | Дивизион | Место | Кубок | Еврокубки |
| ------- | -------- | ----- | ----- | --------- |
| 2009/10 | 1ª       | 17-е  | 1/8   |           |
| 2010/11 | 1ª       | 11-е  | 1/8   |           |
| 2011/12 | 1ª       | 4-е   | 1/8   |           |
| 2012/13 | 1ª       | 6-е   | 1/4   | ЛЧ 1/4    |
| 2013/14 | 1ª       | 11-е  | 1/32  |           |
| 2014/15 | 1ª       | 9-е   | 1/4   |           |
| 2015/16 | 1ª       | 8-е   | 1/32  |           |
| 2016/17 | 1ª       | 11-е  | 1/16  |           |
| 2017/18 | 1ª       | 20-е  | 1/16  |           |
| 2018/19 | 2ª       | 3-е   | 1/64  |           |
| 2019/20 | 2ª       | 14-е  | 1/64  |           |
| 2020/21 | 2ª       | 12-е  | 1/16  |           |
| 2021/22 | 2ª       | 18-е  | 1/32  |           |
| 2022/23 | 2ª       | 20-e  | 1/32  |           |

## Молодёжный состав
«Атлетико Малагеньо»

### Состав
| № |              | Поз. | Имя             | Год рождения |
| - | ------------ | ---- | --------------- | ------------ |
|   | Флаг Испании | Вр   | Аарон Эскандель |              |
|   | Флаг Испании | Вр   | Иван Морено     |              |
|   | Флаг Испании | Защ  | Иван Родригес   |              |
|   | Флаг Испании | Защ  | Альберто        |              |
|   | Флаг Испании | ПЗ   | Хави Мерида     |              |
|   | Флаг Испании | ПЗ   | Деко            |              |
|   | Флаг Испании | ПЗ   | Альберт Торрес  |              |
|   | Флаг Испании | ПЗ   | Айртон          |              |
|   | Флаг Испании | ПЗ   | Исмаэль         |              |

| № |                | Поз. | Имя                 | Год рождения |
| - | -------------- | ---- | ------------------- | ------------ |
|   | Флаг Испании   | ПЗ   | Альфред Планас      |              |
|   | Флаг Испании   | Нап  | Даниэль Маури       |              |
|   | Флаг Испании   | Нап  | Луисми              |              |
|   | Флаг Испании   | Нап  | Педро               |              |
|   | Флаг Испании   | Нап  | Пируло              |              |
|   | Флаг Венесуэлы | Нап  | Хайме Морено (1995) |              |
|   | Флаг Испании   | Нап  | Эрик                |              |
|   | Флаг Уругвая   | Нап  | Куки Саласар        |              |

## Тренерский и медицинский штаб
| Должность                  | Имя                     |
| -------------------------- | ----------------------- |
| Главный тренер             | Серхио Пеллисер         |
| Ассистент главного тренера |                         |
| Тренер вратарей            | Тони Менгуаль           |
| Главный врач               | Хуан Карлос Перес Фриас |
| Физиотерапевт              | Фернандо Льякомба       |
| Физиотерапевт              | Луис Барбадо            |
| Тренер по физподготовке    | Энрике Руис             |
| Тренер по физподготовке    | Хосе Сабелльо           |
| Массажист                  | Марселино Торронтегуи   |
| Менеджер команды           | Висенте Валькарсе       |

## Тренеры
| - Кристобаль Марти Баталлья 1941 - Мануэль Оливарес Лапенья 1942 - Антонио Кальдерон Хименес 1943 - Франциско Бру Санс 1943—1944 - Антонио Изната2 1945—1946,1952, 1953,1955, 1956, 1958, 1963 - Марсело Чалос 1947—1948 - Луис Уркуири 1948—1949 - Рикардо Самора 1949—1951 - Габриэль Антонегуи Мухика 1952 - Эленио Эррера 1953 - Луис Касас Пасарин 1954 - Рамон Колон Асеведо 1955 - Мануэль Эчезаррета Теллехеа 1956—1957 - Карлос Иттураспе Куэвас 1958 - Хосе Варела Ночера 1959 - Эдуардо Рубио 1959 - Рохерио Сантьяго 1959—1960 - Хуан Очоантесана Меликуа 1960—1961 - Хуан Баринага 1961—1962 - Хосе Луис Риера Биоска 1963 - Хосе Мария Заррага 1964, 1969 - Доменек Бальманья 1964—1965 - Луис Миро 1965—1966 - Эрнесто Понс 1966—1967 - Отто Бумбель 1968, 1978 - Хуан Рамон Сантьяго 1969 - Йенош Кальмар 1970—1971 - Антонио Кармона Рос 1972, 1975 - Марсель Доминго 1972—1974 - Милорад Павич 1975—1976 - Хосе Луис Фуэнтес 1977, 1986 - Себастьян Виберти 1978—1980 | - Абдалла Бен Барек 1980—1981,1991-1992 - Антонио Бенитес 1981—1985, 1986—1987,1989-1990,1994-1995 - Антонио Рубен Д'Аккорсо 1985 - Ладислав Кубала 1987—1988 - Хосе Санчес Перес 1988 - Луис Коста 1988 - Вальдо Рамос 1990 - Хосе Луис Монреаль Сотилльо 1992 - Антонио Монтеро "Нене" 1992, 1993 - Фернандо Росас 1992—1993 - Франциско Хавьер Ортис 1993 - Рикардо Альбис 1994, 1997 (и. о.) - Вольтайре Гарсия 1994 - Хосе Антонио Хименес Руэда 1996 - Пепе Кайюэла 1996 - Хуан Карлос Аньон Морено 1996 (и. о.) - Хосе Мануэль Диас Нобоа 1997 - Толо Плаза 1997 - Исмаэль Диас Галан 1998 - Хоакин Пейро 1998—2003 - Хуанде Рамос 2003—2004, 2016. - Грегорио Мансано 2004—2005 - Антонио Тапиа 2005—2006, 2008—2009 - Мануэль Руис Йерро 2006 - Хуан Рамон Лопес Муньис 2006—2008, 2009—2010 - Жезуалду Феррейра 2010 - Мануэль Пельегрини 2010—2013 - Бернд Шустер 2013—2014 - Хави Грасия 2014—2016 - Марсело Ромеро 2016—2017 - Мичел 2017—2018 |

## Президенты
| - Луис Рамирес Родригес 1941 - Хосе Сориана Альба 1942—1943 - Франциско Эспехо Нево 1944—1945 - Мануэль Наварро Ногуэролес 1946—1950 - Хосе Луис Эстрада Сегалерва 1950—1951, 1953—1957 - Агустин Морено Гарсия 1952 - Марио Канивелль Фрейтес 1953 - Хулио Паррес Лопес 1958—1962 - Хуан Морено де Луна 1963—1968 - Антонио Родригес Лопес 1969—1971 - Рафаэль Серрано Карвахал 1971—1975 - Хосе Ибаньес Нарваес 1975—1976 | - Фредерико Бринкманн Хиль 1977—1981 - Антонио Перес-Гаскон Кобос 1981—1985 - Эдуардо Падиллья Диас 1986 - Франциско Гарсия Анайя 1987—1988 - Хосе Пардо Рекуэна 1989—1991 - Хосе Тобосо Плаза 1991—1992 - Хосе Антонио Домингес 1992—1994 - Федерико Бельтран Галиндо 1994—1997 - Фернандо Пуче Донья 1997—2001 - Серафин Рольдан Фрейре 2001—2006 - Фернандо Санс 2006—2010 - Абдулла бин Нассер бин Абдулла Аль Ахмед Аль Тани 2010—н. в. |

## Личные достижения футболистов «Малаги»

### Чемпионы Европы
Следующие футболисты становились чемпионами Европы, являясь игроками «Малаги»:
- Санти Касорла — Чемпионат Европы по футболу 2012

### Чемпионы Северной Америки
Следующие футболисты становились чемпионами Северной Америки, являясь игроками «Малаги»:
- Огучи Оньеву — Золотой кубок КОНКАКАФ 2013
- Гильермо Очоа — Золотой кубок КОНКАКАФ 2015